# Walter Mikron
Walter Mikron je vzduchem chlazený čtyřválcový řadový invertní letecký motor s rozvodem OHV. Vznikl ve 30. letech v pražské firmě Akciová společnost Walter, továrna na automobily a letecké motory, Praha XVII – Jinonice. Tento motor neměl mezi invertními motory z jinonické továrny předchůdce ani následovníky, nepočítáme-li jeho vlastní modifikace. Použitím mu byl nejblíže plochý dvouválec Walter Atom, krátce vyráběný po roce 1935 (o vrtání 85 a zdvihu 96 mm), potom po válce po krátký čas vyráběný Walter A, invertní dvouválec o vrtání 86 a zdvihu 86 mm, a o mnoho let později vyvinutý dvoutaktní dvouválec Walter M-202 o vrtání 82 mm a zdvihu 64 mm.

## Vznik a užití

### Mikron I, Mikron II (Mikron 4-II)

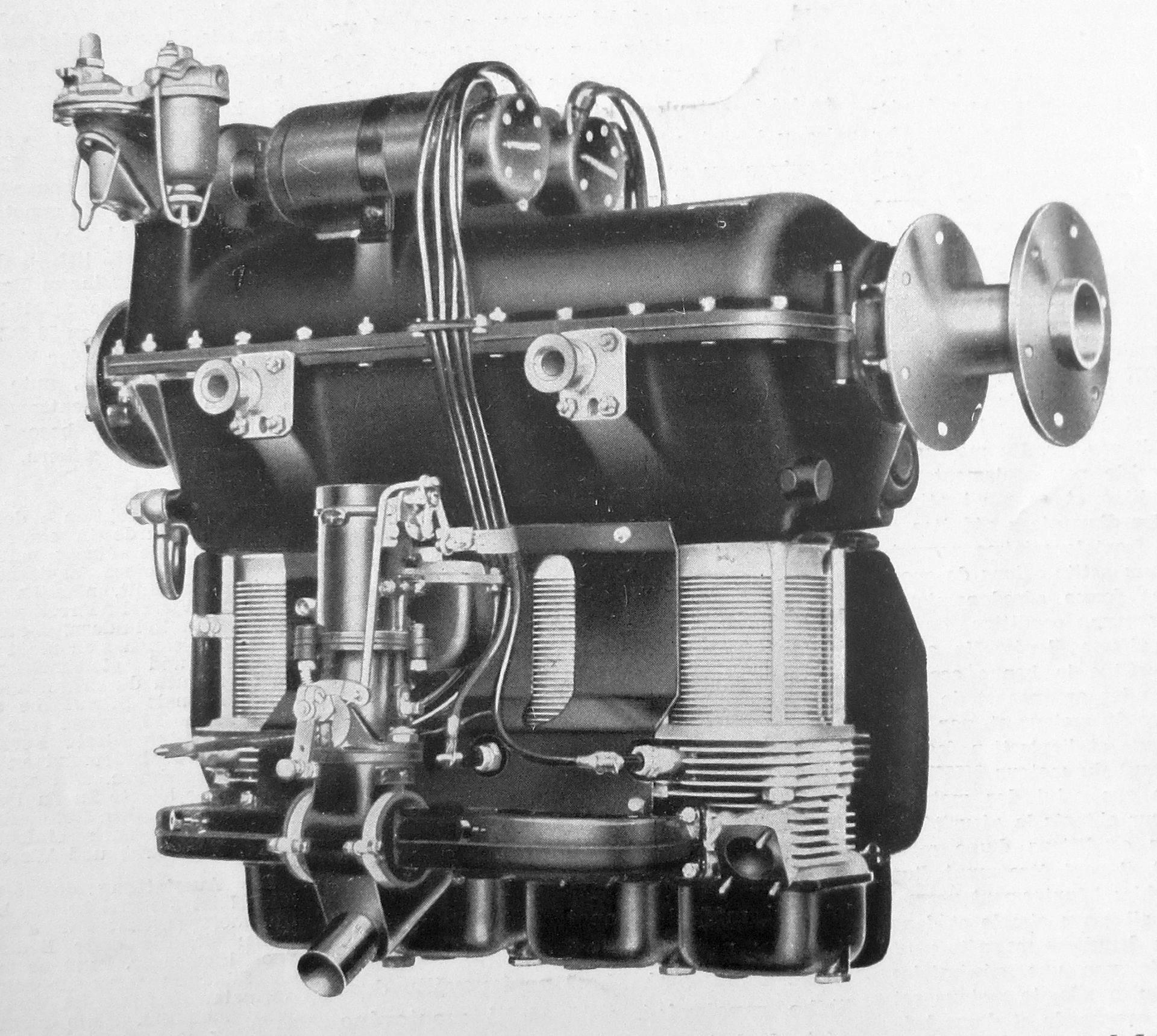
Walter Mikron I (1934)

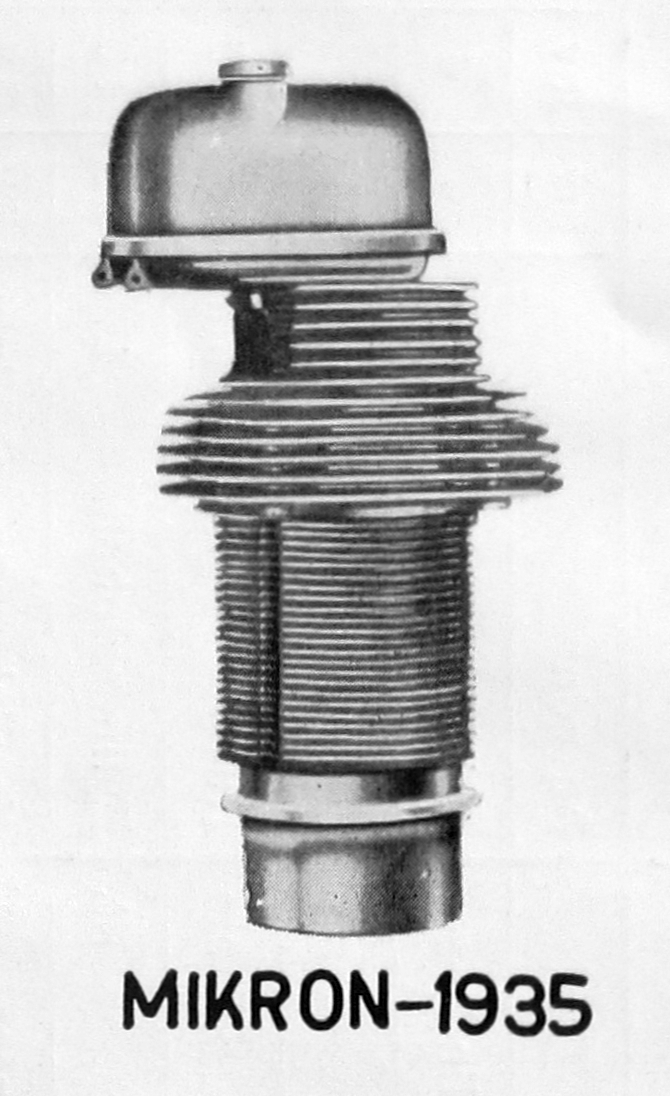
Walter Mikron (detail válce)

V roce 1934 uvedla továrna Walter na trh miniaturní čtyřválcový motor Walter Mikron I. V původní verzi motoru o jmenovitém výkonu 37 kW (50 k) při 2550 ot/min bylo vyrobeno 16 kusů. Typová zkouška byla odjeta ve dnech 16.7.-5.8.1935. O 2 roky později (1936) byl inovován na verzi Mikron 4-II, s vyšším, jmenovitým výkonem 44 kW (60 k) při 2600 ot/min. Typová zkouška byla odjeta ve dnech 9.3.-13.5.1937. Mikronů 4-II bylo vyrobeno 421 kusů.

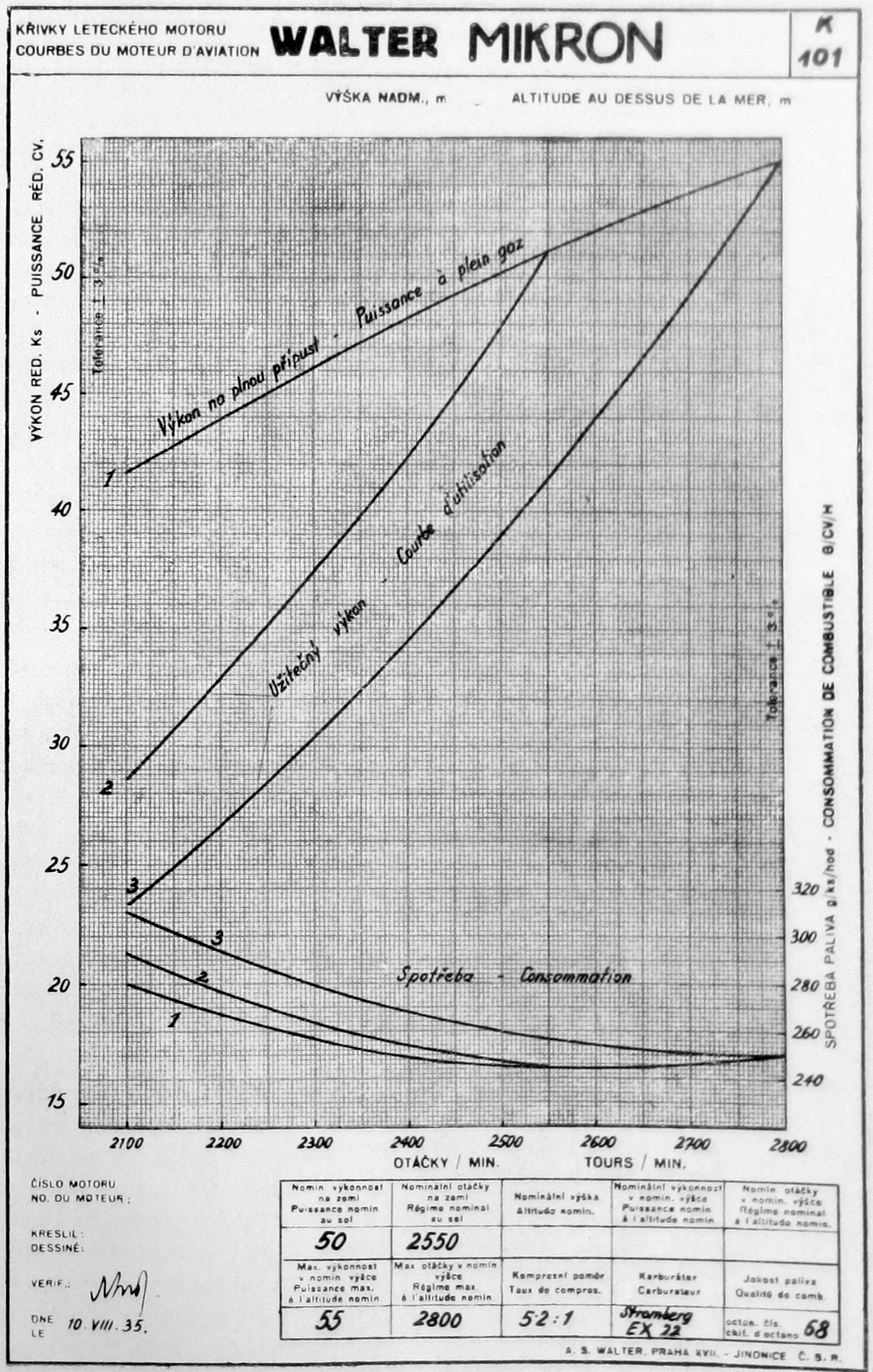
Walter Mikron I charakteristiky

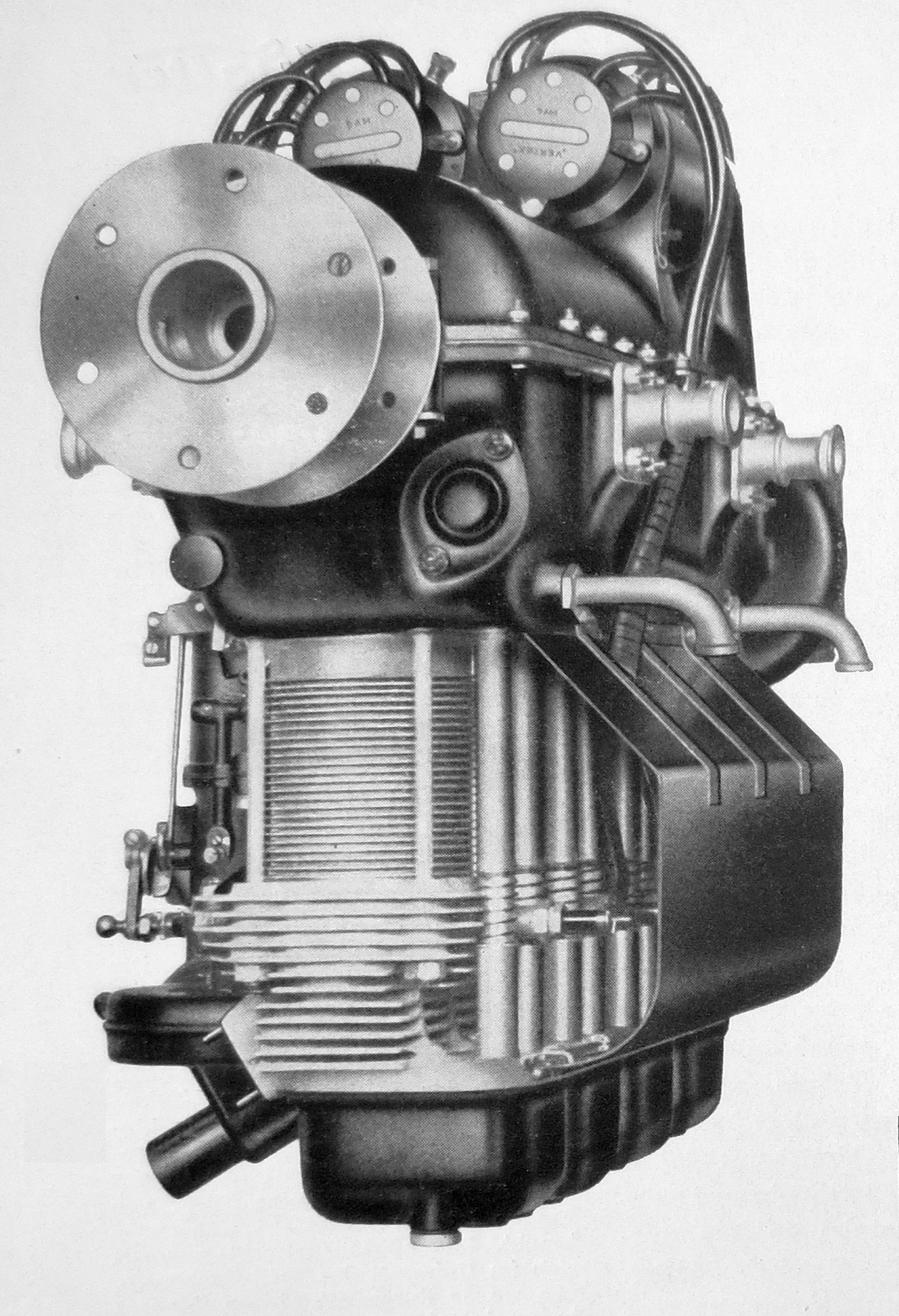
Walter Mikron I (1934)

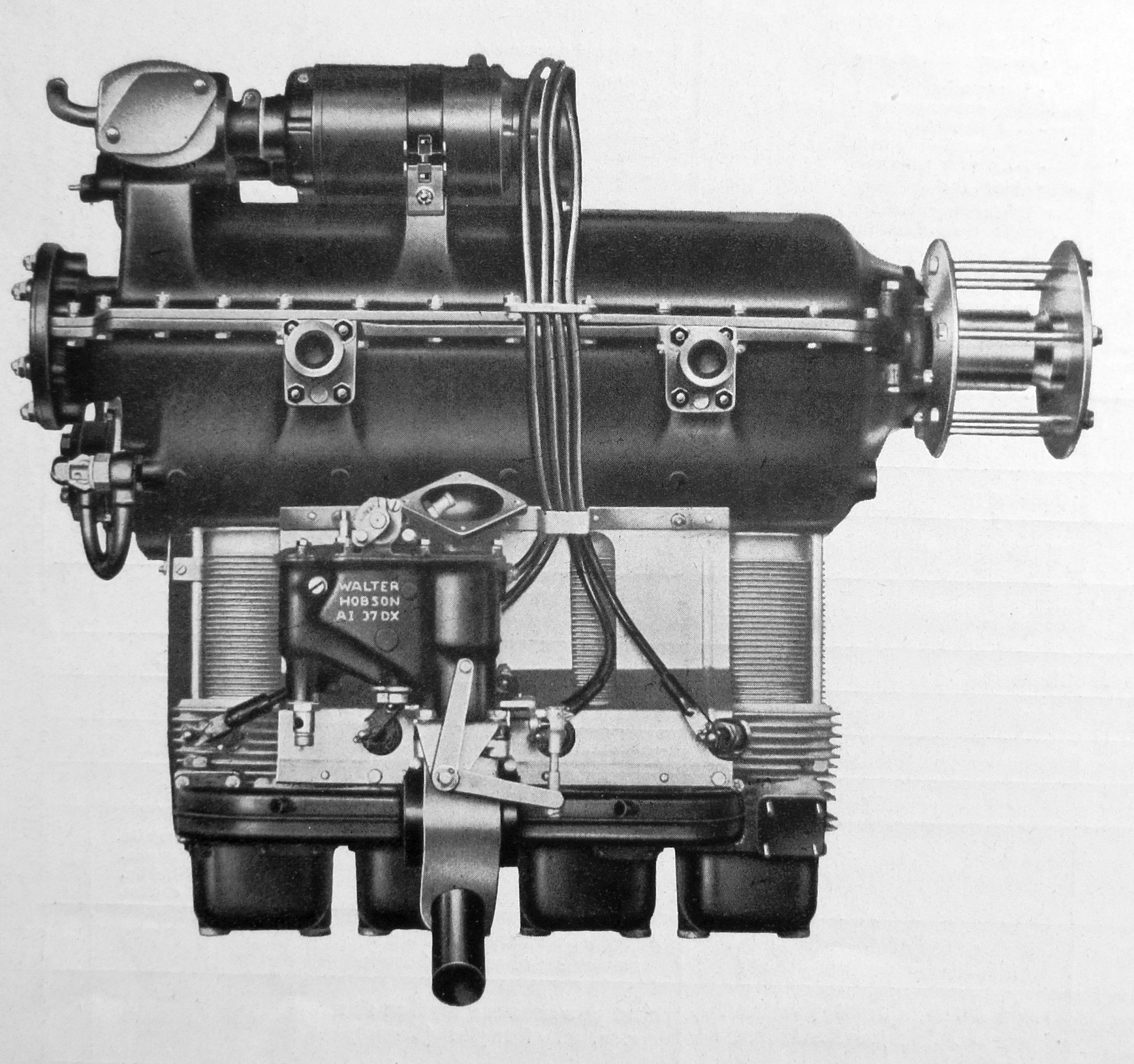
Walter Mikron 4-II (1936)

Patřil mezi nejslabší motory z jinonické líhně, ale byl zároveň jedním z nejlehčích a nejspolehlivějších motorů pro malá sportovní letadla. Nedlouho po svém zrodu se objevil na choceňských letounech Beneš-Mráz Be-60 Bestiola (1935) a v roce 1936 na „bibinách“ Beneš-Mráz Be-501 Bibi a Be-550 Bibi. Později byl využit na letounech Zlín Z-XII a Zlín Z-212. Ve velkých počtech byl vyvážen a použití se dočkal např. v Anglii, Francii, Japonsku, Lotyšsku, Polsku, Belgii, Brazílii, Německu, Švédsku, Itálii, Jugoslávii, nizozemské Jávě a Maroku. Koncem roku 1936 byla v průběhu pařížského aerosalonu podepsána licenční smlouva na výrobu verze Mikron II ve francouzském Angers jako odezva na vítězství letounu Beneš-Mráz Be-501 Bibi v závodě „12 heures d´Angers“ v rychlosti a spolehlivosti, který uspořádal západofrancouzský aeroklub počátkem července 1936 a kde v kategorii do 2 litrů s upraveným motorem (snížený objem válců na 1997 cm3) zvítězil pplk. Karel Mareš, když uletěl 1001,968 v průměrné rychlosti 166,968 km/h. S tímto motorem a letounem Beneš-Mráz Be-501 Bibi byly 6.5.1937 vytvořeny 2 světové rekordy v rychlosti. Na 100 km škpt. ing. J. Štěpán dotáhl rychlosti 179,229 km/h a na 1000 km npr. J. Červinka rychlosti 170,809 km/h.
Během druhé světové války byla výroba zastavena a byla obnovena až po válce.

### Mikron III

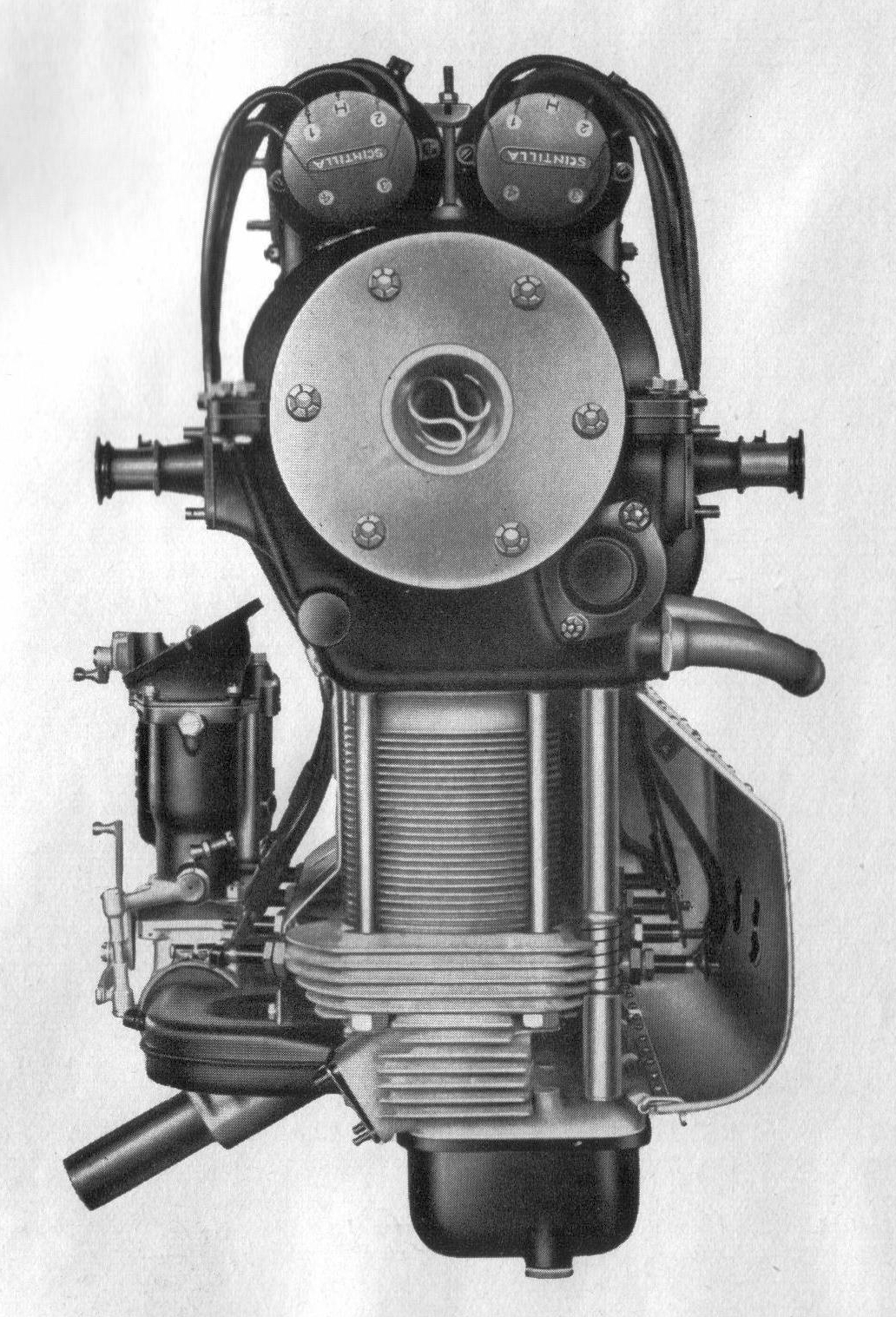
Walter Mikron 4-II, pohled zepředu (1936)

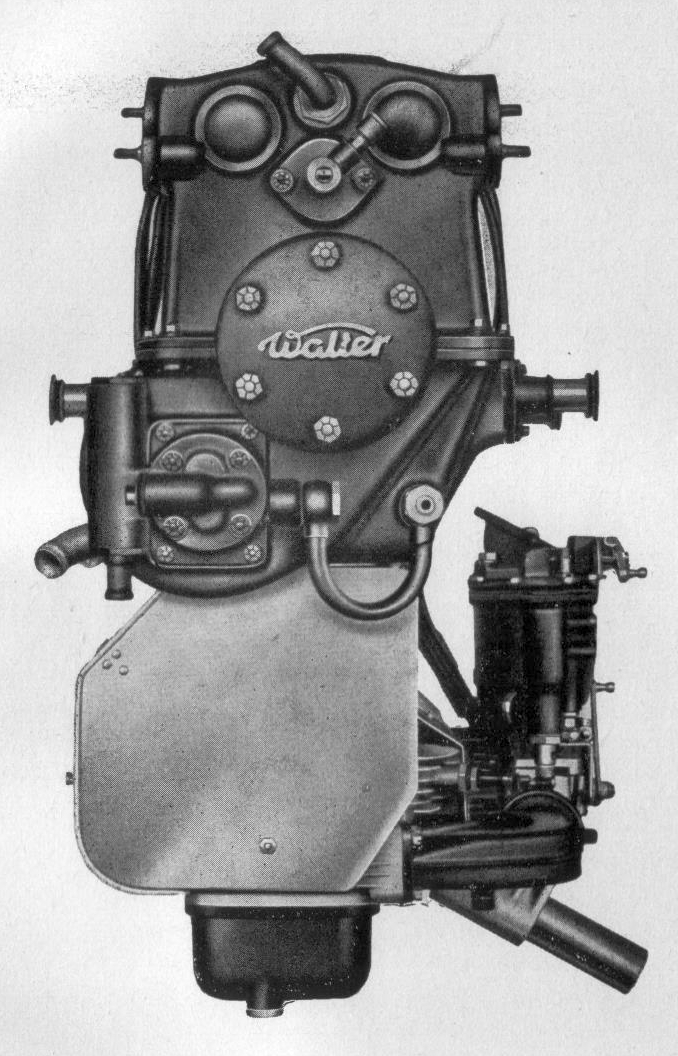
Walter Mikron 4-II, pohled zezadu (1936)

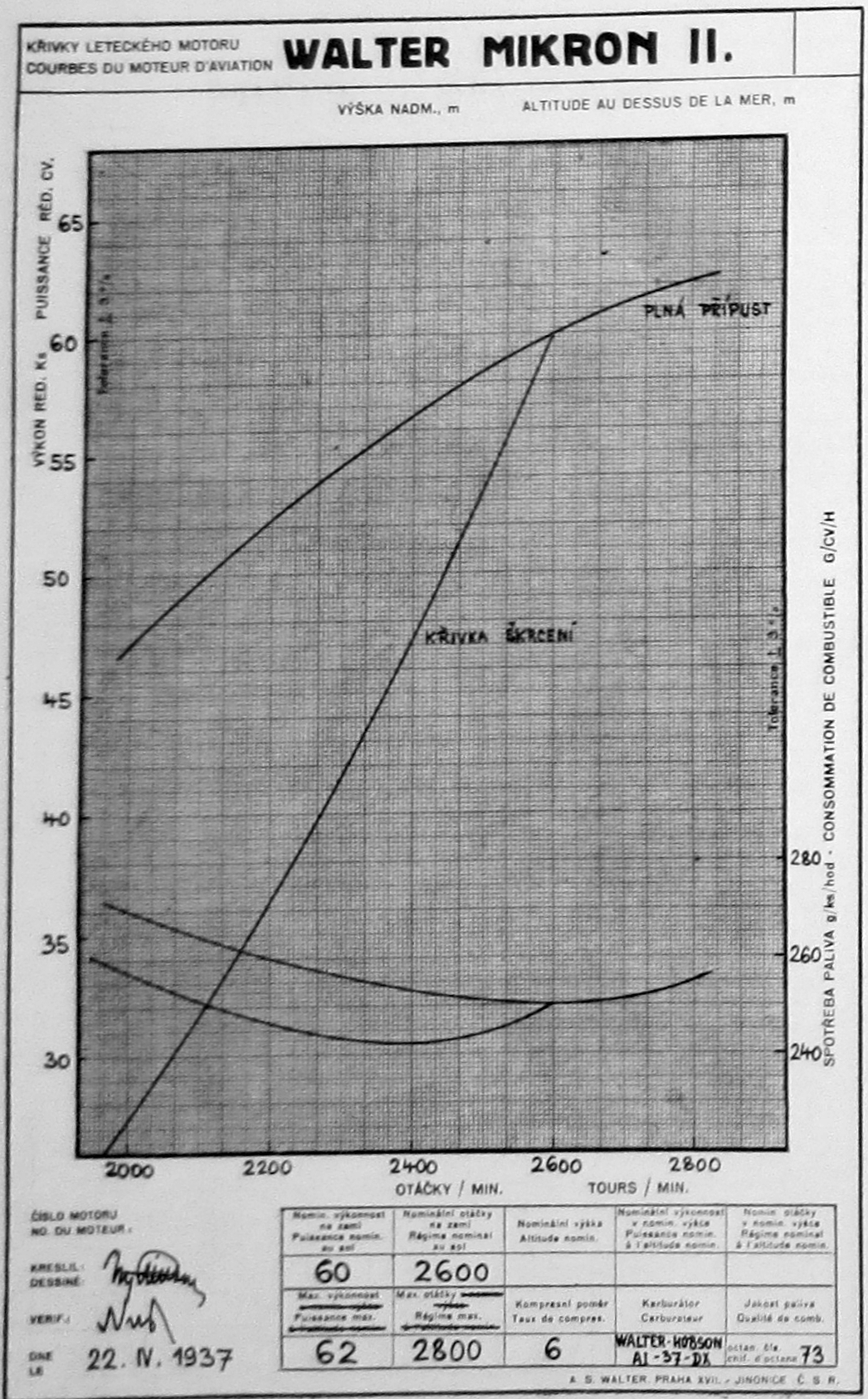
Walter Mikron II charakteristiky

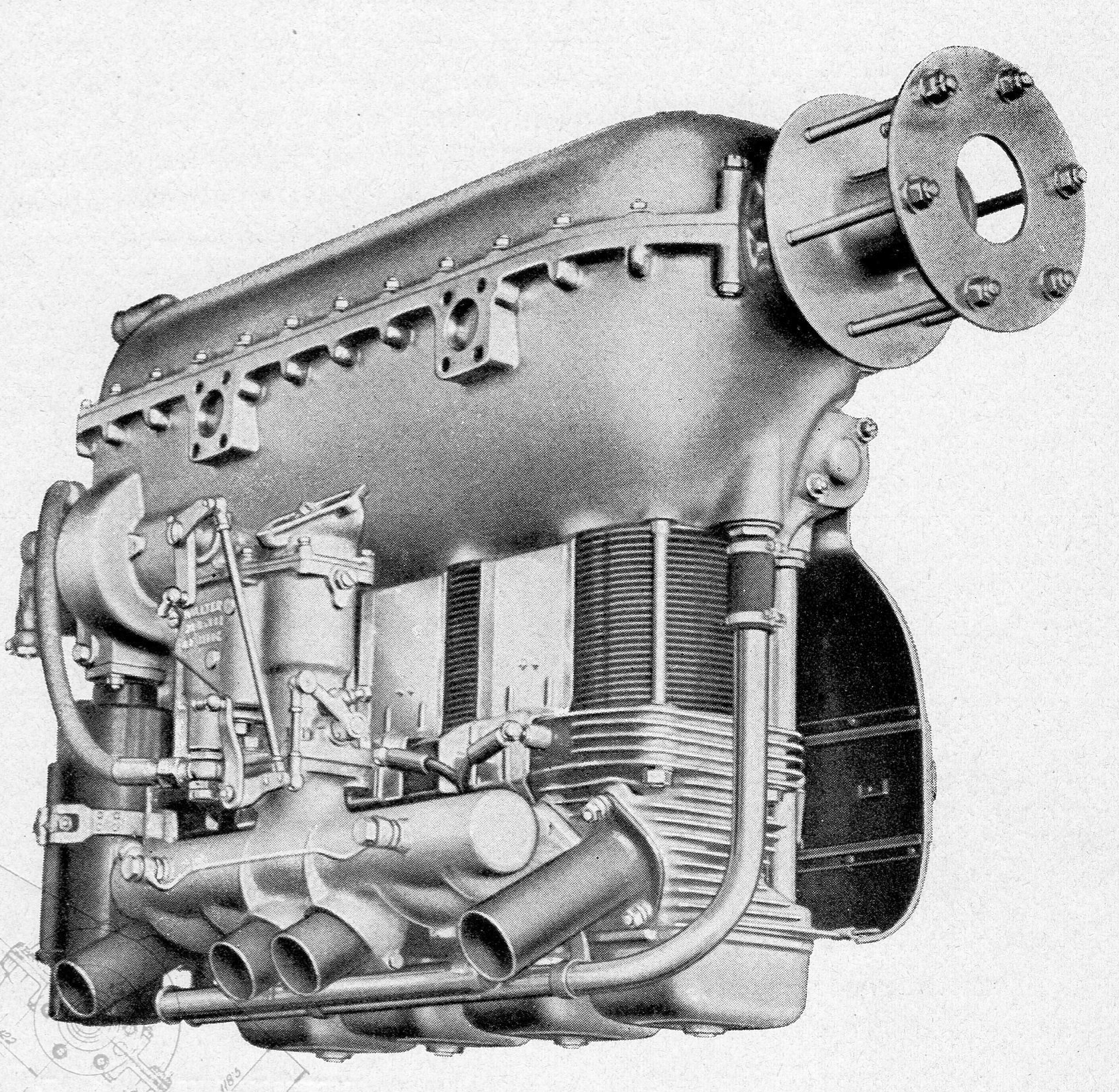
Walter Mikron III (1946)

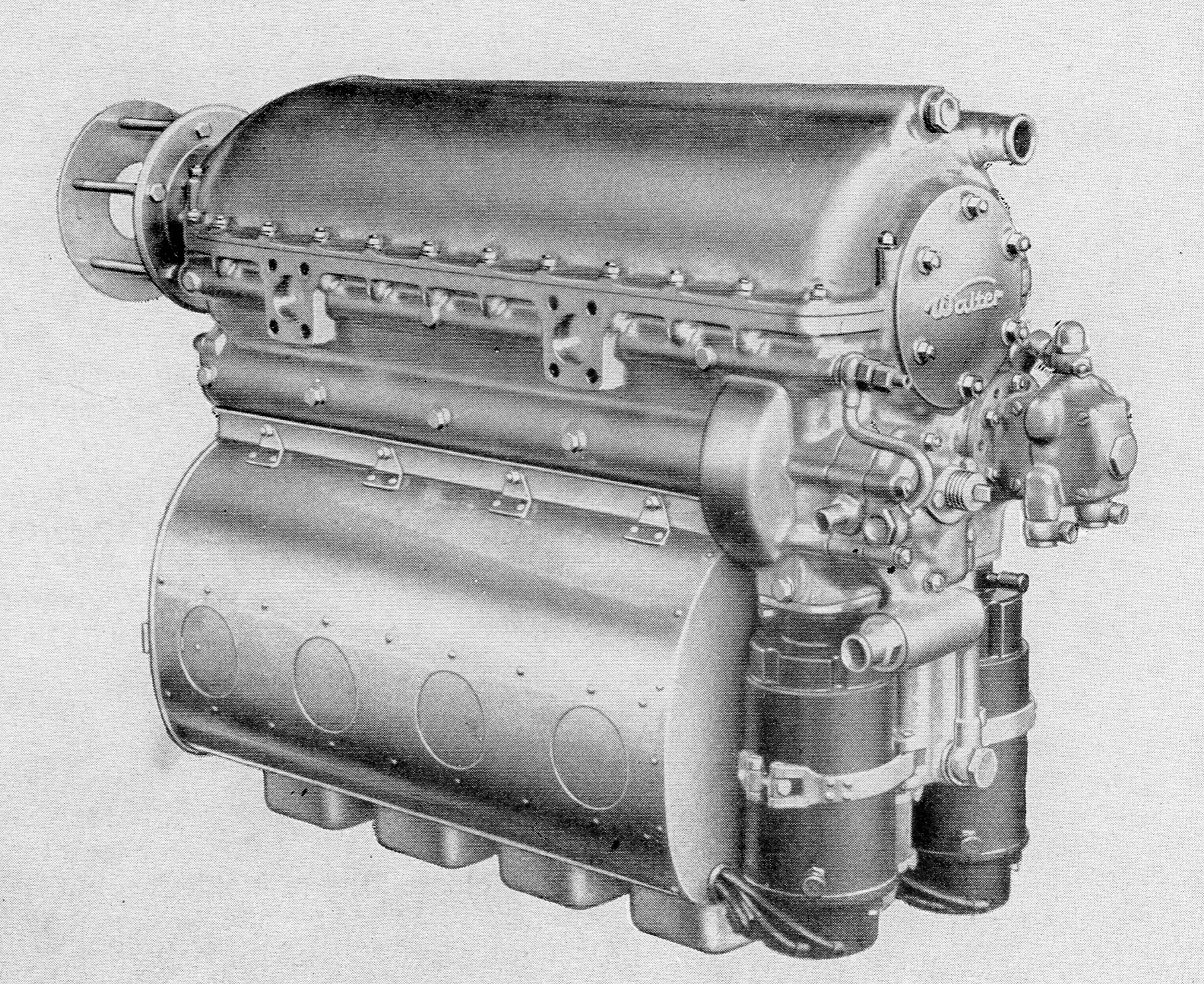
Walter Mikron III (1946)

Po 2. světové válce se v roce 1946 Mikron 4-II dočkal další modernizace, konstrukčně připravené již před válkou. Pod označením Mikron III (typové označení M-130) s výkonem 48 kW (65k) jej vyrobili v továrně Walter a uplatnil se především v modernizovaných poválečných letounech Praga E-114 M „Air Baby“. Tato první větší série motorů Mikron III byla vyrobena z materiálu, který si „schoval“ před nacisty tehdejší ředitel a spoluvlastník Waltrovky Ing. Antonín Kumpera. Ještě později, v polovině 50. let, byly v továrně Motorlet (tento název byl používán od roku 1948) za falešnou stěnou nalezeny další desítky předválečných Mikronů 4-II. Pravděpodobně je tam dal ukrýt právě Ing. A. Kumpera. Poslední Mikrony z těchto sérií slouží v některých ultralehkých letounech ještě v 21. století. Mikronů III bylo v období 1945-47 vyrobeno v Jinonicích 103 kusů. Celkem bylo v Jinonicích vyrobeno 540 kusů všech 3 verzí.
V roce 1950 byla výroba tohoto pístového motoru v jinonickém Motorletu ukončena, protože neměl další využití. Byl jedním z mála předválečných motorů, které se po II. světové válce a po nezbytné modernizaci začaly stavět znovu a velmi se osvědčily. V expozici Leteckého muzea VHÚ lze spatřit původní letoun Praga E-114 M „Air Baby“, osazený motorem Walter Mikron III. Mikron II se vyráběl se licenčně ve Francii. Po druhé světové válce usilovalo Polsko o nákup licence k verzi Mikron III, ale uskutečněná jednání podpisem a prodejem licence neskončila.

### Mikron - další modifikace vyráběné mimo Walter/Motorlet
Téměř po 30 letech tento motor znovu aplikačně ožil. V Aerotechniku Kunovice jej v roce 1978 použili pro pohon celokovového kluzáku Let L-13 Blaník v motorizované verzi označené jako L-13 SW „Vivat“, ve kterých létají tyto zdařilé pohonné jednotky do současnosti. Zpočátku byly využívány původní motory Walter Mikron III, na kterých prováděla firma Aerotechnik ve svém závodě v Moravské Třebové generální revize. Později (po 35 letech od ukončení výroby v Motorletu), od prosince 1985 zde byla zahájena výroba nových motorů Mikron IIIS a IIIA, na které Aerotechnik získal typové osvědčení letové způsobilosti dle národního předpisu L 8/0.
V roce 1999 byl od společnosti Aerotechnik (později EVEKTOR) odkoupen program výroby a údržby motorů Mikron, který se stal náplní činnosti firmy PARMA-TECHNIK s.r.o. se sídlem v Luhačovicích. Výroba, opravy a vývoj motorů zůstaly v původních prostorech v Moravské Třebové. Přímou návazností personálního obsazení, technického a technologického zajištění a odkoupením rozpracované výroby vytvořila firma PARMA-TECHNIK podmínky pro další existenci motorů Mikron III. V dubnu 2009 byla výroba přemístěna do nových prostor v areálu civilního letiště Staré Město u Moravské Třebové (Aeroklub Moravská Třebová, LKMK) a v červenci 2015 se odstěhoval PARMA-TECHNIK do prozatímních prostor v Luhačovicích. V roce 2017 byly dokončeny stavební práce na nové provozovně fy PARMA-TECHNIK s.r.o. na letišti v Luhačovicích (LKLUHA), uvedeném do provozu v témže roce Aeroklubem Holešov.
V období od roku 1985 bylo vyrobeno více než 160 motorů Mikron III.
Motoru Mikronu III přibývají v průběhu času další a další aplikace. Peter Funk, který je znám výrobou ultralightů řady FK, koupil ochrannou známku Bücker, a pod značkou Bücker & Funk nyní vyrábí ultralehké repliky např. Bücker 131A Jungmann jako Bücker & Funk FK 131 Jungmann. A 24. října 2012 vzlétl na letišti v Hranicích další zajímavý staronový letoun, replika Bücker 131, poháněný slavným českým motorem Walter Mikron IIIC o výkonu 59 kW/80k a byla postavena českou firmou Podešva Air. Německá firma Bückner&Funk si zajistila, že draky jejích replik jsou německým leteckým úřadem LBA plně certifikovány pro základní akrobacii v souladu s předpisem CS23.
Verze Mikron III je ještě v dnešní době jako letecký motor schválena a společností Moravia Inc je distribuována v USA.

## Popis motoru
Motory Walter Mikron I a II (přejmenován 1. lednu 1938 na typ 4-II) byly určeny pro jednomístná a dvojmístná školní a sportovní letadla. Motor se vyznačoval klidným a rovnoměrným chodem, malými rozměry a minimální čelní plochou, jež dovolovala výhodné tvarovaní motorových krytů a tím dosažení minimálního čelního odporu letounu. Další předností byla dobrá přístupnost všech částí motoru a příslušenství, a tím jednoduchá obsluha, udržování a servis. Motorová skříň byla dvoudílná horizontálně dělená, odlitá z elektronu. Spodní díl motorové skříně nesl válce, ložiska klikového a vačkového hřídele a upevňovací patky motoru. Ve skříni byl uložen čtyřikrát zalomený klikový hřídel z chromniklové oceli, který byl uložen v jednom kuličkovém a pěti kluzných ložiscích s bronzovými pánvemi vylitých kompozicí. Tlakové ložisko zachycovalo v obou směrech osové síly od vrtule, proto mohl být motor použit s tlačnou i tažnou vrtulí. Dutiny hřídele sloužily k přívodu mazacího oleje z hlavních ložisek hřídele do čepů ojnic.
Motor mohl být vybaven dvojitým zapalováním Scintilla Vertex NV 4-D s automatickou změnou předstihu. Pokud byl motor vybaven jednoduchým zapalováním, mohlo být namontováno místo druhého magneta dynamo pro osvětlování. Spádový karburátor Stromberg EX 22 byl opatřen spouštěcí klapkou, pumpičkou přechodů a obohacovací tryskou. Dále byl motor opatřen pohonem a přírubou pro benzínové čerpadlo. Na tuto přírubu bylo možné připojit lehký mechanický spouštěč Walter Mechano 4 popř. Eclipse 4H 4 s ruční klikou. U verze 4-II bylo možné instalovat elektrický startér Eclipse Y150 (6V). Motor měl suché mazání klikové skříně a byl schopen výkonů pro akrobacii.
Motor verze Mikron I měl vrtání 85 a zdvih 96 mm. U verze Mikron 4-II byly válce převrtány na průměr 88 mm, čímž se zvýšil objem válců z původních 2179 cm3 na 2336 cm3. Další úpravou u verze označované 4-II bylo zvýšení kompresního poměru z 5,2:1 na 6:1 a logicky došlo ke zvýšení výkonu. Byl vyráběn i Mikron II se sníženým objemem válců na 1997 cm3. Tento motor se na základě licenční smlouvy podepsané v prosinci 1936 na pařížském aerosalonu vyráběl ve Francii.
Válce byly kovány z oceli, s nitridovanými pracovními plochami a oddělenými hlavami válců vyrobenými z hliníkové slitiny. I písty byly odlity z hliníkové slitiny. Ojnice byly vykovány ze slitiny hliníku. Klikový hřídel byl výkovek z chrom-vanadiové oceli s nitridovanými čepy. Hřídel byl uložen v jednom tlakovém, axiálním kuličkovém ložisku a v pěti kluzných ložiskách z olovnatého bronzu, uložených v příčných stěnách dvoudílné, lité klikové skříně z hořčíkové slitiny (elektronu). Funkce ventilů byla řízena vačkovým hřídelem v klikové skříni přes zdvihátka, tyčky a vahadla. Každý válec měl sací a výfukový ventil s nitridovanými povrchu. Přípravu palivové směsi obstarával karburátor, ke kterému bylo palivo přiváděno 1–2 membránovým čerpadly AC-B-PE 389 nebo Amal 150/011. V sacím potrubí bylo palivo předehříváno odcházejícími spalinami. Mazání motoru bylo oběžné tlakové se suchou skříní. Oběh oleje byl obstaráván jedním výtlačným a jedním sacím zubovým čerpadlem, která byla poháněna ozubeným kolem z konce klikové hřídele.
U poválečného Mikron III (a dalších modifikací) byly válce opět převrtány z 88 mm na 90 mm, čímž vzrostl objem válců na 2443 cm3. Drobné změny nastaly u příslušenství, magneta Scintilla Vertex byla typově označena jako NVK-4 a AVK-4, na přání byla montována palivová pumpa Walter 2M50, ruční spouštěč byl typu Walter R15. Mazání bylo upraveno pro akrobatický let.
U společnosti Parma Technik byl motor v dalších letech dále modernizován. Verze Mikron IIIAE dostala elektrický spouštěč a alternátor, Mikron IIIB měl navíc zvýšený výkon na 55 kW (75k). Varianty byly certifikovány dle předpisu JAR 22. V roce 2007 byl uveden na trh modernizovaný motor v kategorii UL s označením Mikron IIIC UL s výkonem 60 kW (81k). U poslední verze Mikron IIIC plnění zajišťuje spádový karburátor a přívod paliva dvojité membránové čerpadlo 2M-50. Zapalovací soustavu tvoří dvě nezávislá zapalovací magneta LUN 2225 se dvěma řadami zapalovacích svíček. Mazání motoru je tlakové oběžné se suchou motorovou skříní a samostatnou olejovou nádrží mimo motor. Elektrická výzbroj motoru sestává z alternátoru PAL 14V/15A (200 W) s odděleným regulátorem a startéru PAL 12V/1 kW. Kliková skříň a některé další díly jsou odlity z hořčíkové slitiny AZ91, vyznačující se nízkou měrnou hmotností a výbornou pevností. Hlavy válců jsou odlévány metodou vytavitelného modelu z hliníkové slitiny „DAKAR“ (RR350), vyvinuté firmou Ricardo pro vzduchem chlazené přeplňované motory Tatra. Písty jsou obráběny z výkovků, které vyrábí Strojmetal Kamenice. Klikové hřídele jsou od výrobce Strojírny Poldi.

## Varianty
Walter/ Motorlet: Mikron I, Mikron II, Mikron 4-II, Mikron III
Aerotechnik Moravská Třebová: Mikron IIIS, Mikron IIIA
PARMA-TECHNIK: Mikron IIIB, Mikron M IIISE, AE, BE, Mikron IIIA UL, Mikron IIIB UL, Mikron IIIC UL

## Použití
Walter/ Motorlet
- Avia Av-36 Bojar
- Alaparma 65 Baldo
- Bücker Bü 180 Student
- Beneš-Mráz Be-60 Bestiola
- Beneš-Mráz Be-501 Bibi
- Beneš-Mráz Be-550 Bibi
- CSS-10
- Chrislea Airguard
- Currie Wot
- Empresa Aeronáutica Ypiranga LTDA 201-C
- Gribovskij G-22
- Ikarus 232
- Isaacs Fury
- Jodel D11
- Johansen CAJO 59
- KD-67 Ideal
- Koolhoven F.K.53 Junior
- Lemberger LD20b
- Luton Major
- LWD Żak
- Mičík MiMi-2-SŠ
- M-17 Universal
- Praga E-114M Air Baby
- Praga E-117
- Rogožarski SIM-VI
- Rogožarski SIM-VIa
- RWD-16
- RWD-23
- Siebel Si 202 Hummel
- Skandinaviska Aero BHT-1 Beauty
- Starck AS-71
- Tipsy B
- Tipsy Belfair
- Tipsy Junior
- Utva C-3 Trojka
- Zlín Z-XII
- Zlín Z-212

Aerotechnik Mor. Třebová a PARMA-TECHNIK
- Aerolab LoCamp
- Avia BH-1 (replika)
- Bücker Bü 131 Jungmann
- B&F Fk131 Bücker Jungmann
- Fieseler Fi 156 Storch
- Let L-13 SW (SE) Vivat
- Let L-13 B Bačostroj
- PC-Flight Pretty Flight
- Platzer Kiebitz B11
- Praga E-114M Air Baby
- Podesva Trener (Trener Baby)

## Specifikace

### Technické údaje
- Typ: vzduchem chlazený pístový invertní čtyřválcový řadový letecký motor[1][2][12]
- Délka: Mikron I-II 804 mm, Mikron III 828 mm
- Šířka: Mikron I-II 342 mm, Mikron III 357 mm
- Výška: Mikron I-II 635 mm, Mikron III 530 mm

### Součásti
- Ventilový rozvod: jeden sací a jeden výfukový ventil jeden válec, rozvod OHV
- Palivová soustava: Karburátor Stromberg EX 22 (Mikron I), Walter Hobson AI 37 DX (Mikron II-III), JIKOV SOP 40L (Mikron IIIS)
- Zapalování: 1–2 magneta Scintilla Vertex resp. NV 4-D
- Mazací soustava: Suchá kliková skříň
- Chladicí soustava: Chlazení vzduchem

### Výkony
- Poměr výkon/hmotnost: 0,7–0,8 kW/kg (Mikron I-III)

| Označení motoru            | Walter Mikron I                | Walter Mikron 4-II             | Walter Mikron 4-III            | Mikron IIIA                   | Mikron IIIB                   | Mikron IIIC                   |
| -------------------------- | ------------------------------ | ------------------------------ | ------------------------------ | ----------------------------- | ----------------------------- | ----------------------------- |
| Výroba od                  | 1934–1935                      | 1936–1940                      | 1946–1950                      | 1985                          | 1996                          | 2007                          |
| Vrtání                     | 85 mm                          | 88 mm                          | 90 mm                          | 90 mm                         | 90 mm                         | 95 mm                         |
| Zdvih                      | 96 mm                          | 96 mm                          | 96 mm                          | 96 mm                         | 96 mm                         | 96 mm                         |
| Zdvihový objem motoru      | 2 179 cm³                      | 2 336 cm³                      | 2 443 cm³                      | 2 443 cm³                     | 2 443 cm³                     | 2 722 cm³                     |
| Kompresní poměr:           | 5,2:1                          | 6,0:1                          | 6,0:1                          | 6,0:1                         | 7,2:1                         | 8,1:1                         |
| Jmenovitý, nominální výkon | 36,8 kW / 50 k při 2550 min−1  | 44,1 kW / 60 k při 2600 min−1  | 47,8 kW / 65 k při 2600 min−1  | -                             | -                             | -                             |
| Vzletový, maximální výkon  | 39,7 kW / 54 k při 2800 min−1  | 47,8 kW / 65 k při 2800 min−1  | 51,5 kW / 70 k při 2800 min−1  | -                             | 55,1 kW / 75 k při 2760 min−1 | 60,3 kW / 82 k při 2800 min−1 |
| Maximální trvalý výkon     | -                              | -                              | -                              | 47,8 kW / 65 k při 2600 min−1 | 50,7 kW / 69 k při 2600 min−1 | 55,1 kW / 75 k při 2700 min−1 |
| Hmotnost suchého motoru    | 60 kg                          | 61 kg                          | 59,3 kg                        | 64–70 kg (dle verze)          | 64–70 kg (dle verze)          | 64–70 kg (dle verze)          |
| Spotřeba paliva:           | 354 g·h−1·kW−1 / 260 g·h−1·k−1 | 340 g·h−1·kW−1 / 250 g·h−1·k−1 | 333 g·h−1·kW−1 / 245 g·h−1·k−1 | -                             | -                             | -                             |
| Předepsané palivo:         | oktanové číslo min. 68         | oktanové číslo min. 73         | oktanové číslo min. 75         | oktanové číslo min. 95        | oktanové číslo min. 95        | oktanové číslo min. 95        |

## Galerie

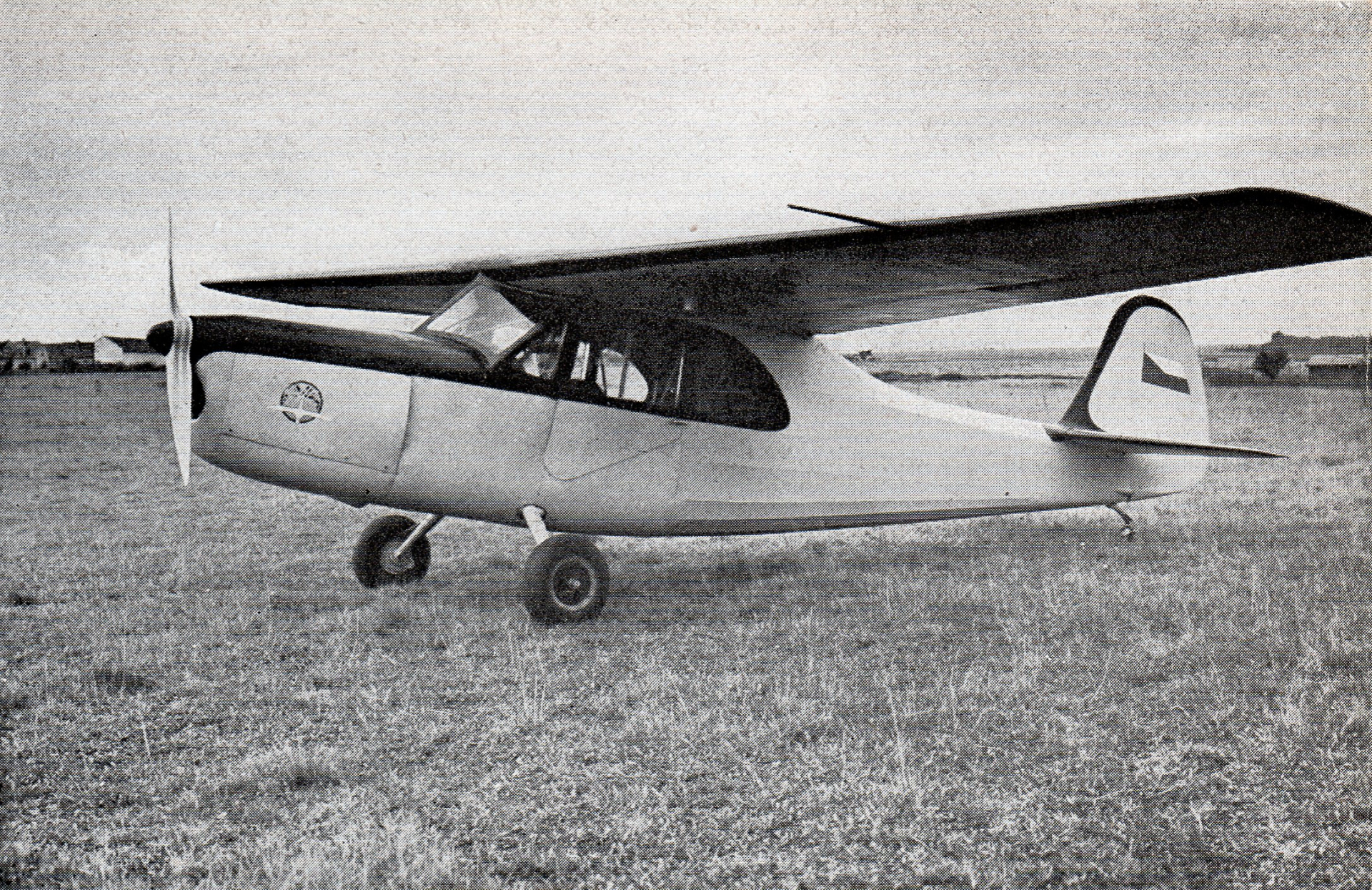
Avia Av-36 Bojar (1946)
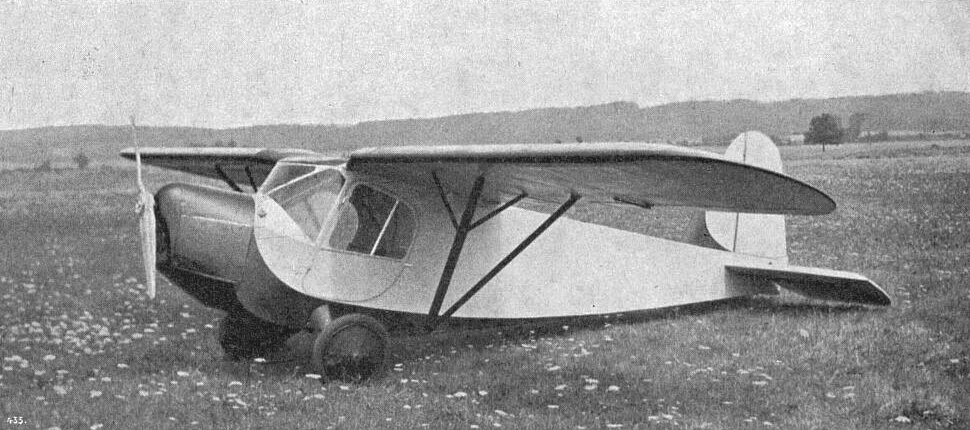
Beneš-Mráz Be-60 Bestiola (prototyp, 1935)
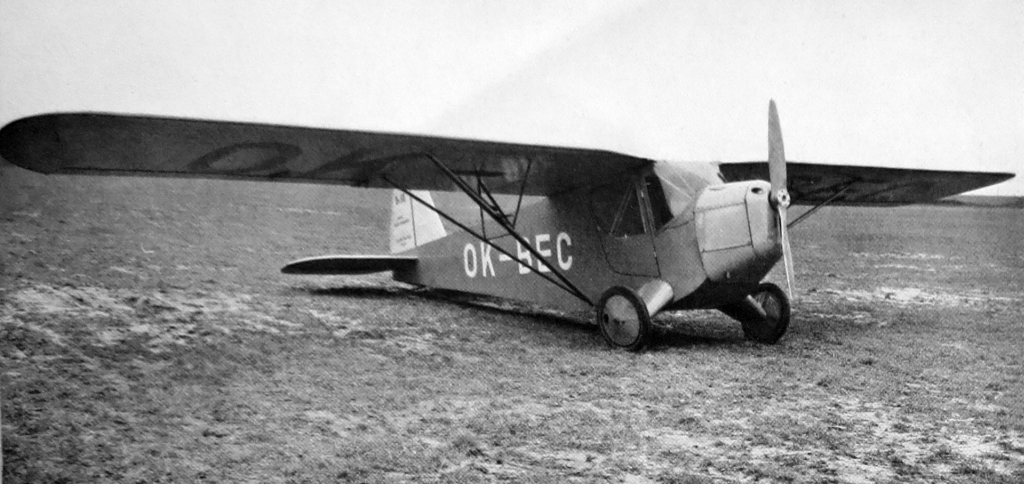
Beneš-Mráz Be-60 Bestiola (OK-BEC, 1935)
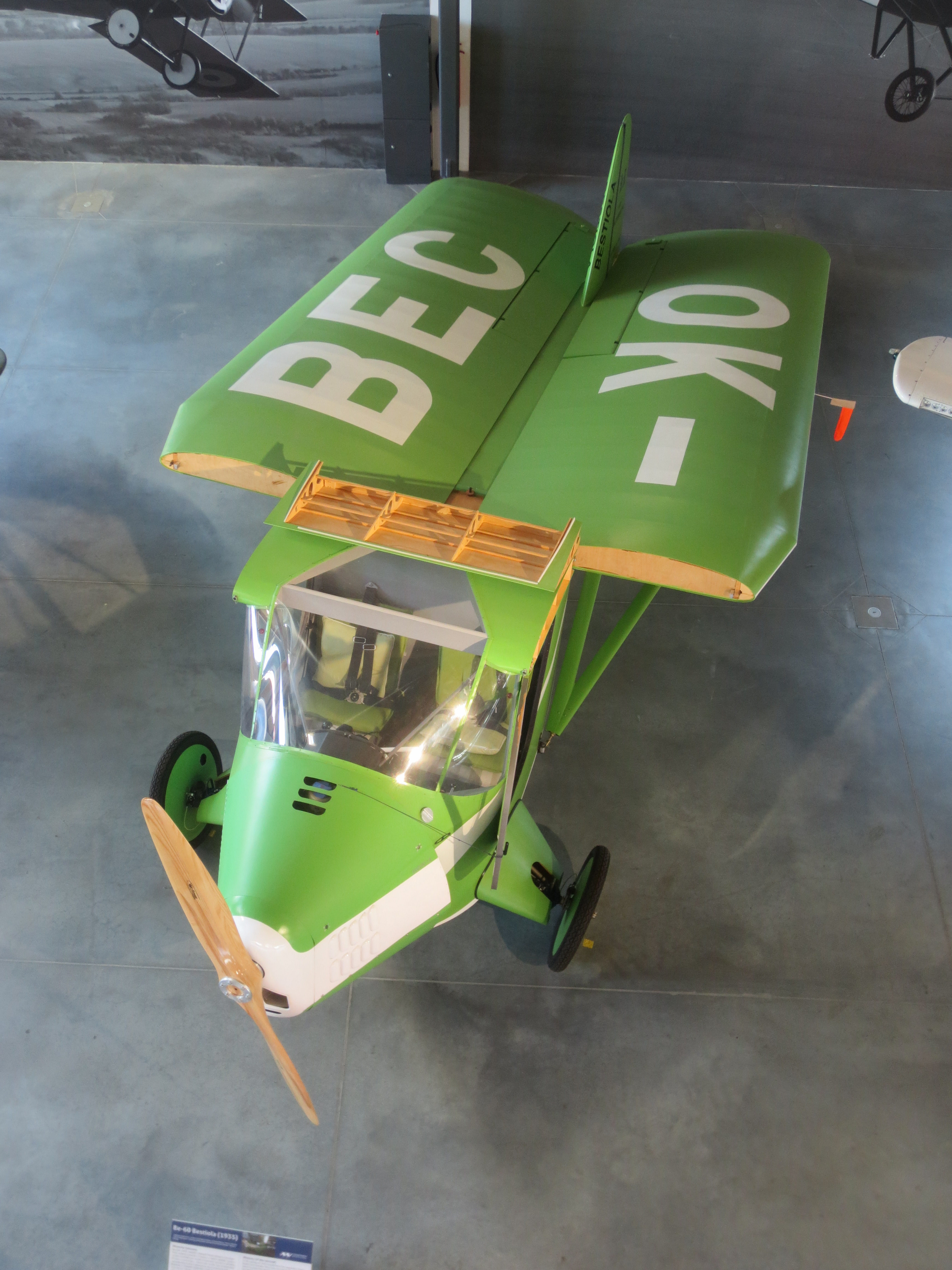
Beneš-Mráz Be-60 Bestiola (1935), Letecké muzeum M. Vlacha
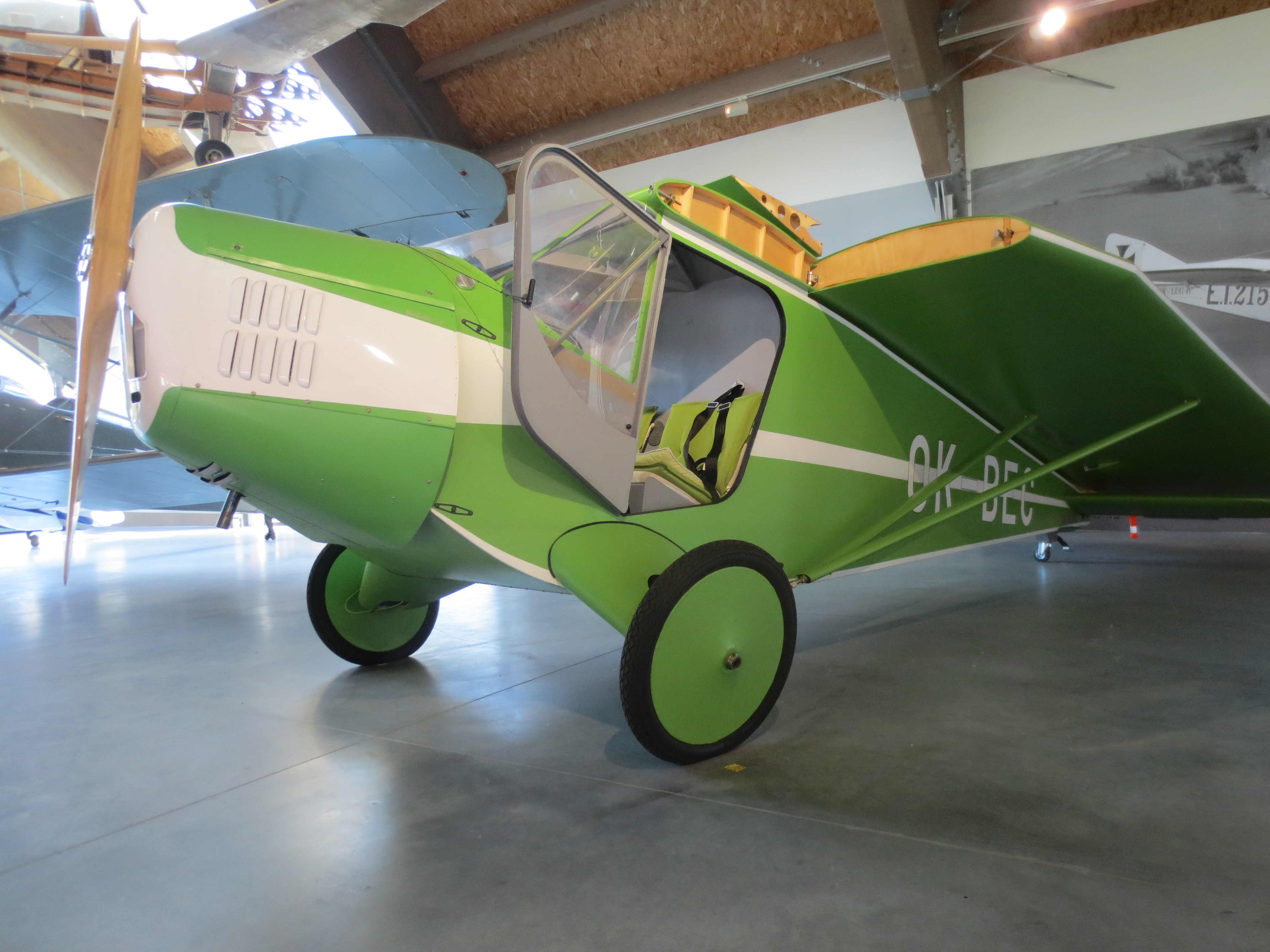
Beneš-Mráz Be-60 Bestiola (1935), Letecké muzeum M. Vlacha
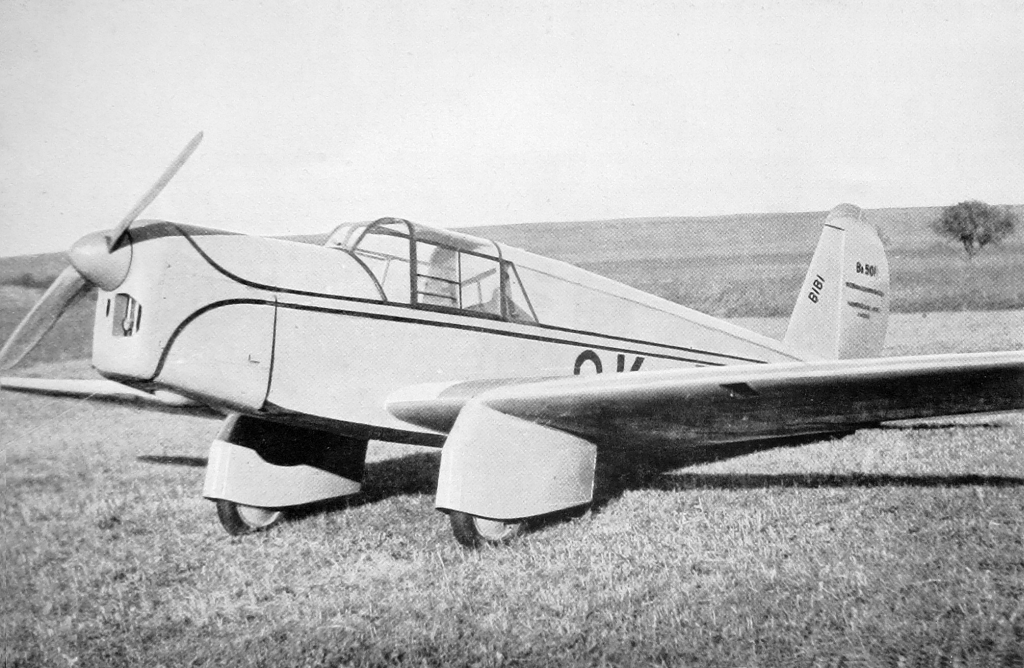
Beneš-Mráz Be-501 Bibi (1936)
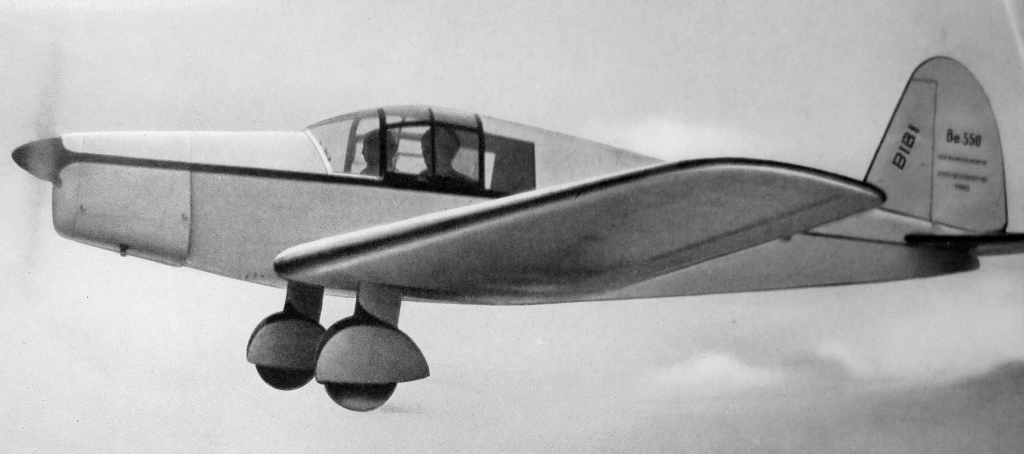
Beneš-Mráz Be-550 Bibi (1936)
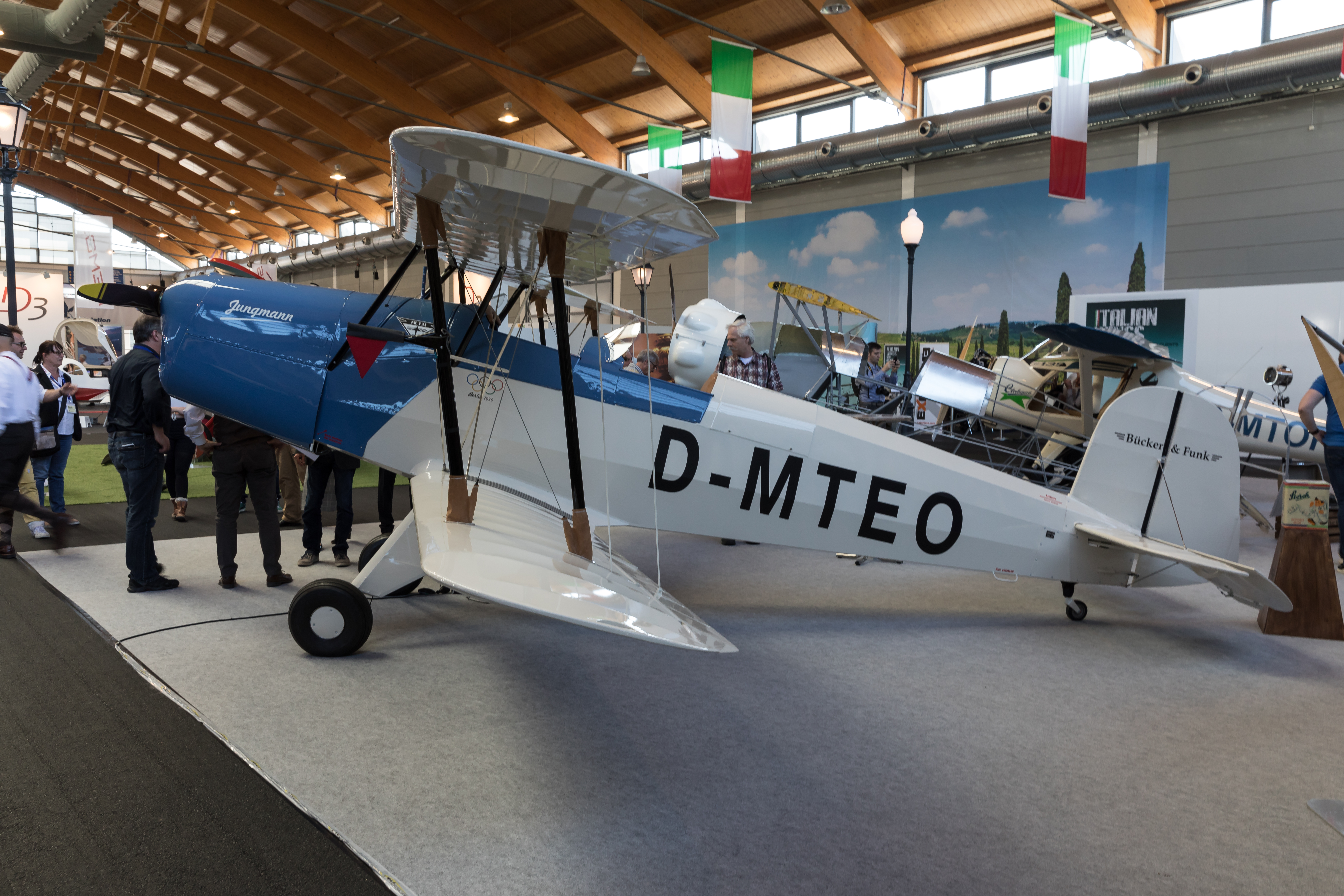
Bücker&Funk FK131 Jungmann (D-MTEO)
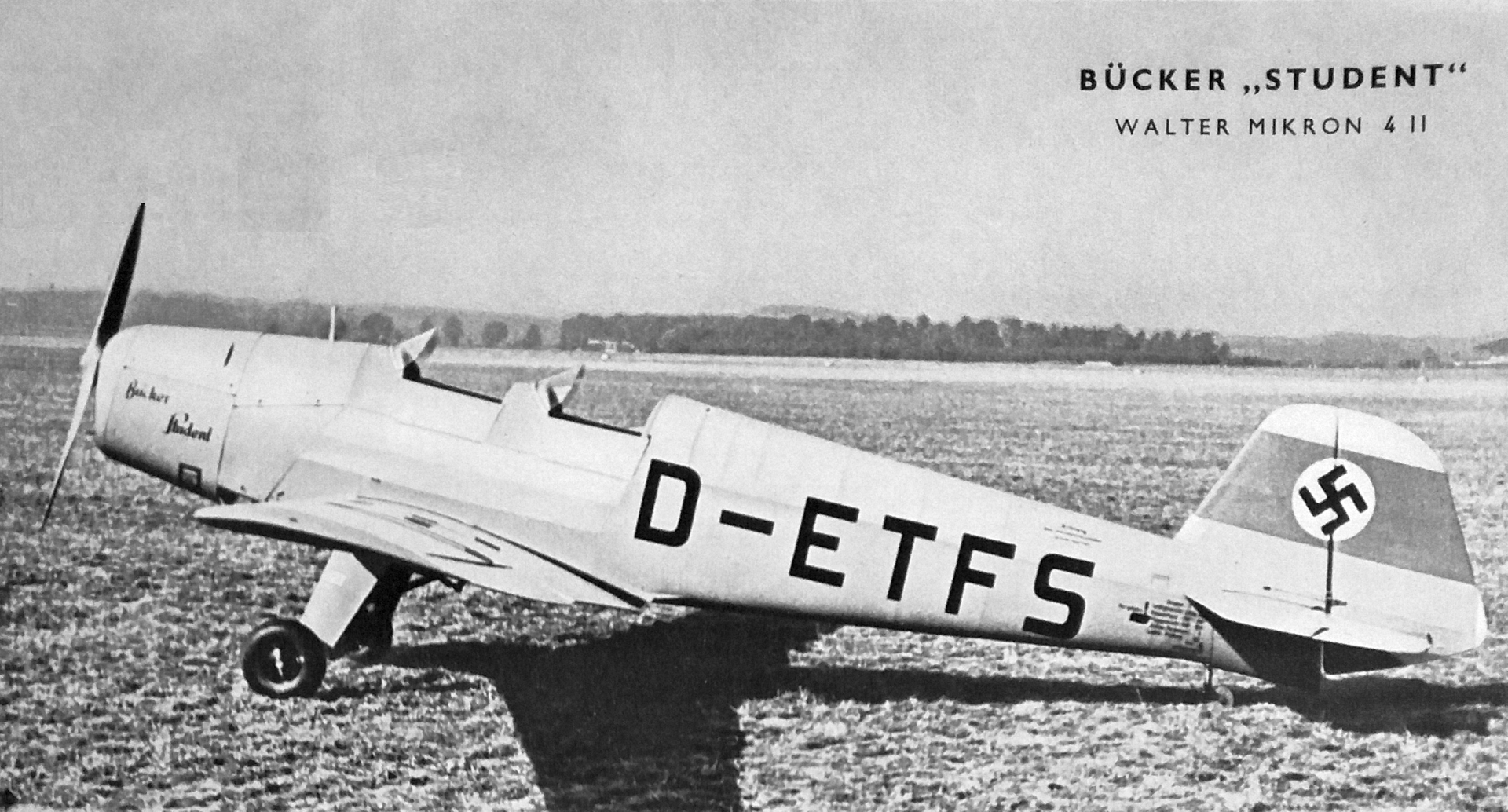
Bücker Bü 180 Student (D-ETFS, 1937)
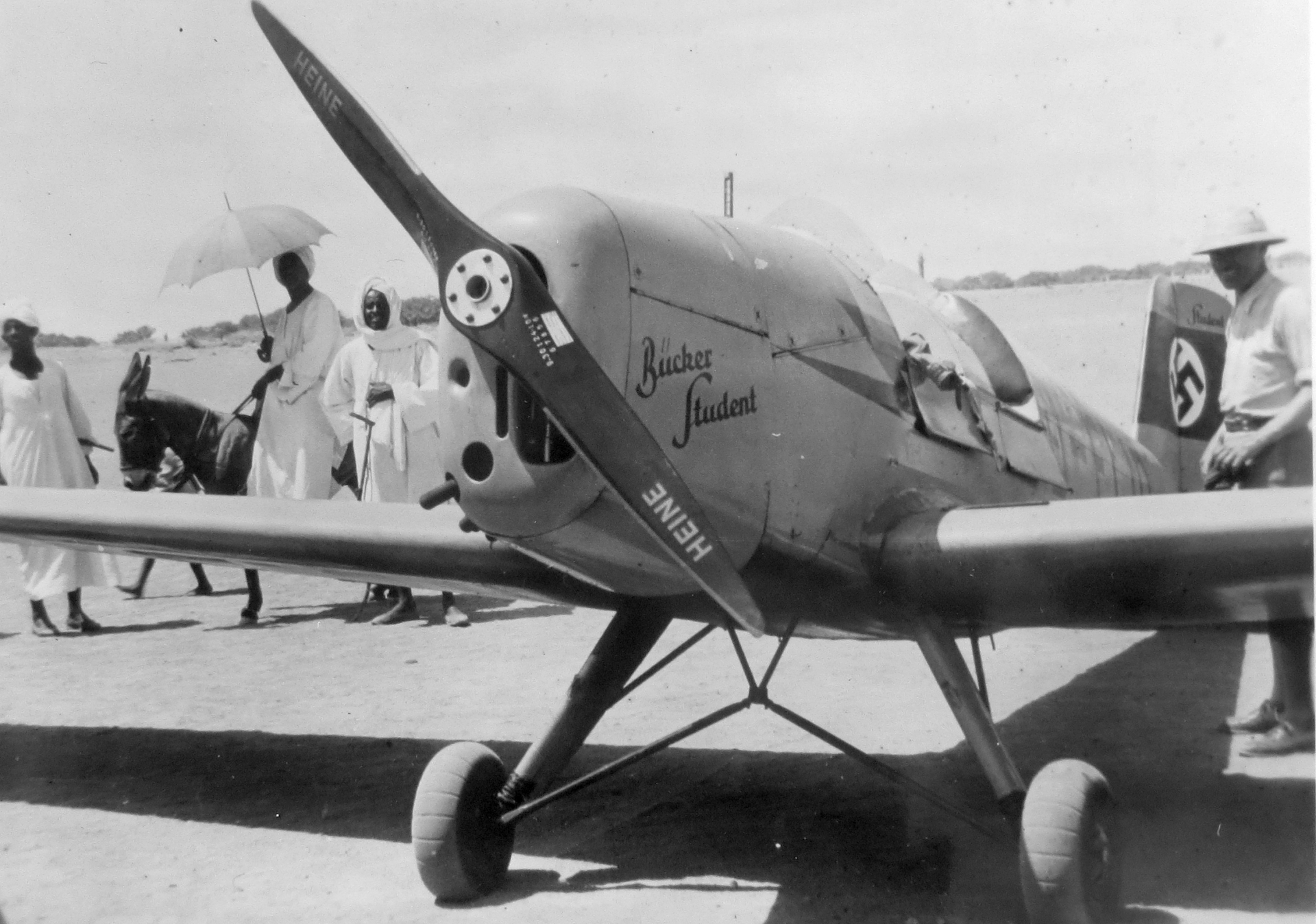
Bücker Bü 180 Student (1937)
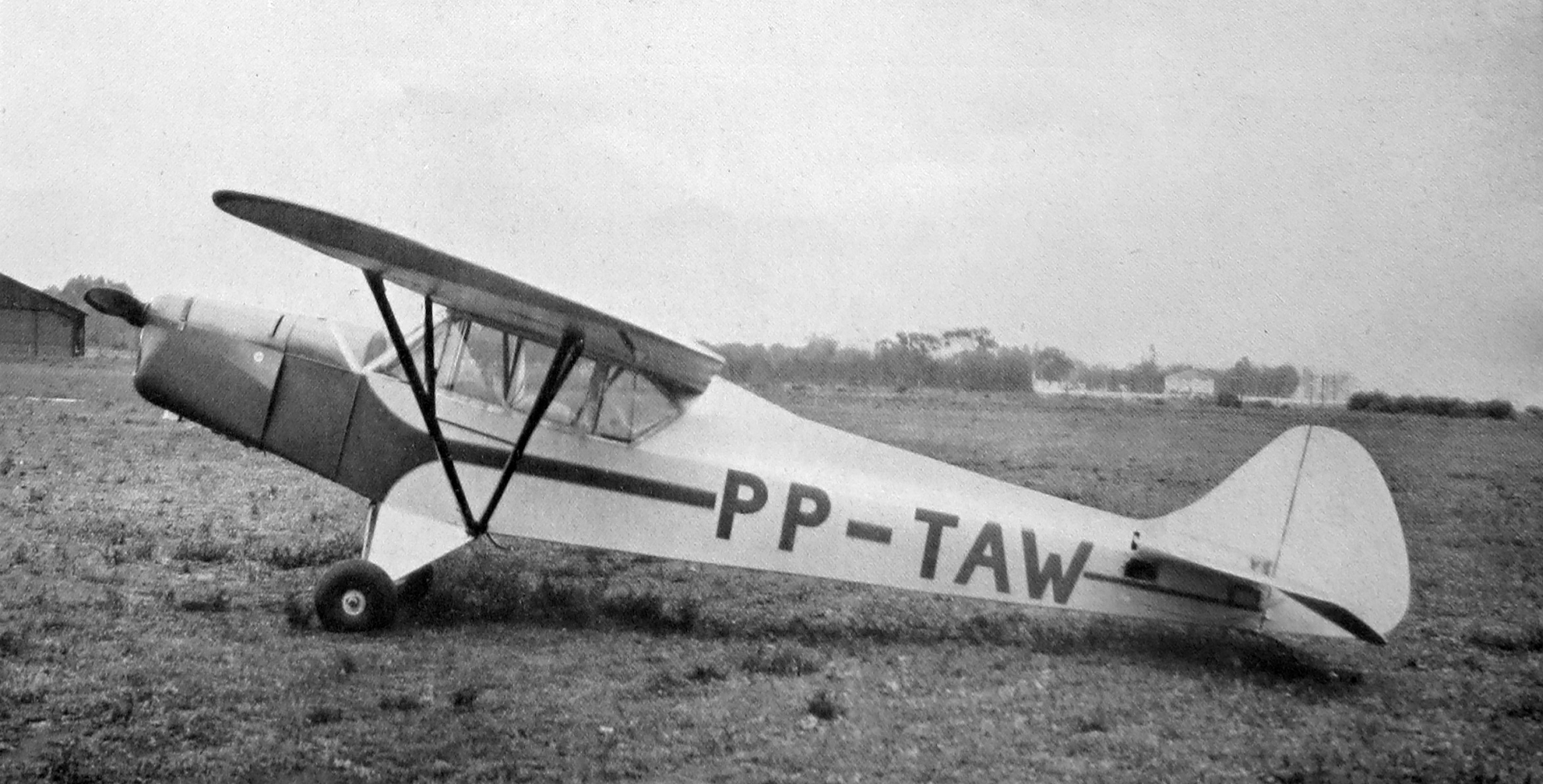
Empresa Aeronáutica Ypiranga LTDA 201-C (PP-TAW)
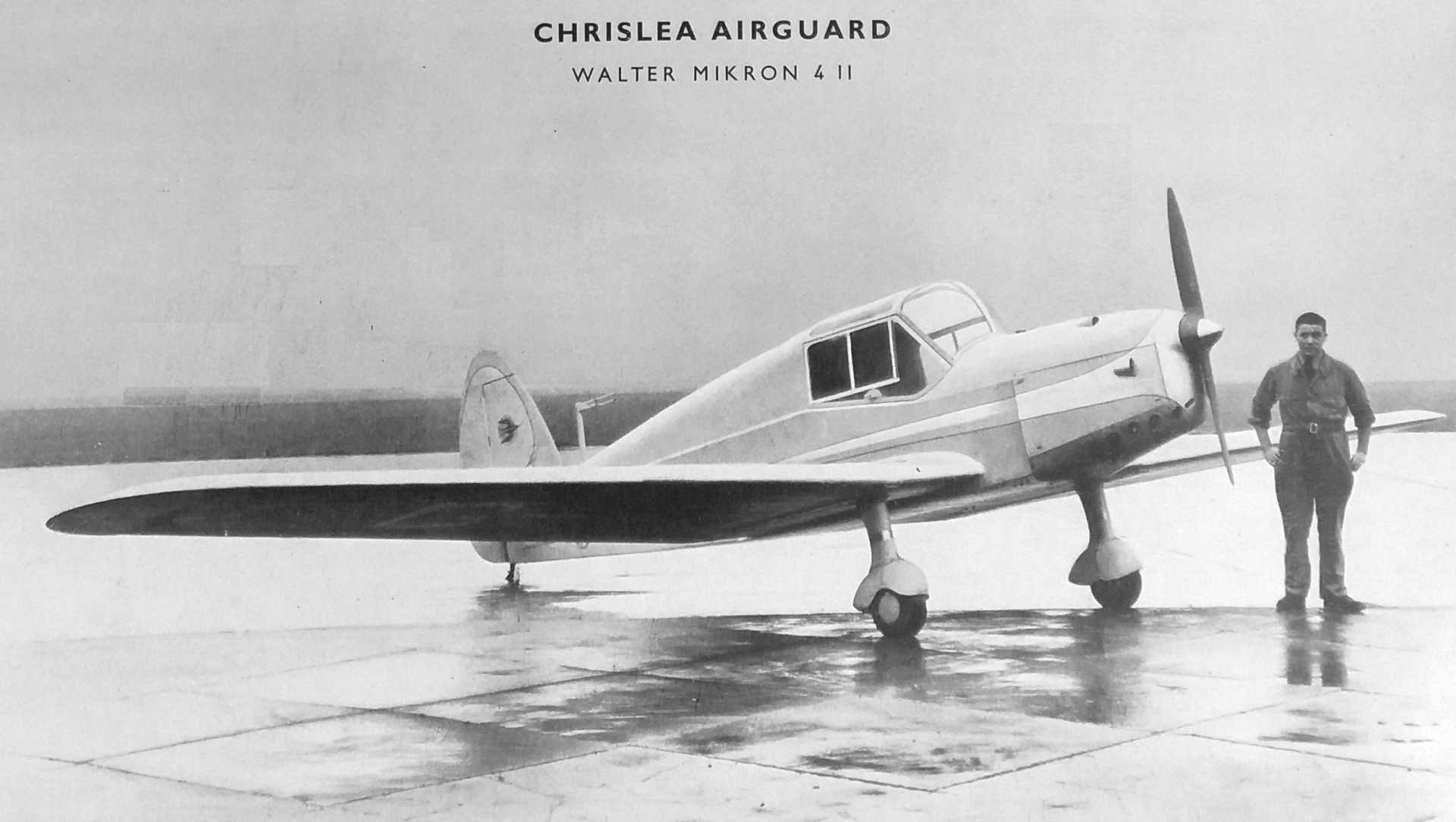
Chrislea L.C.1 Airguard (1938)
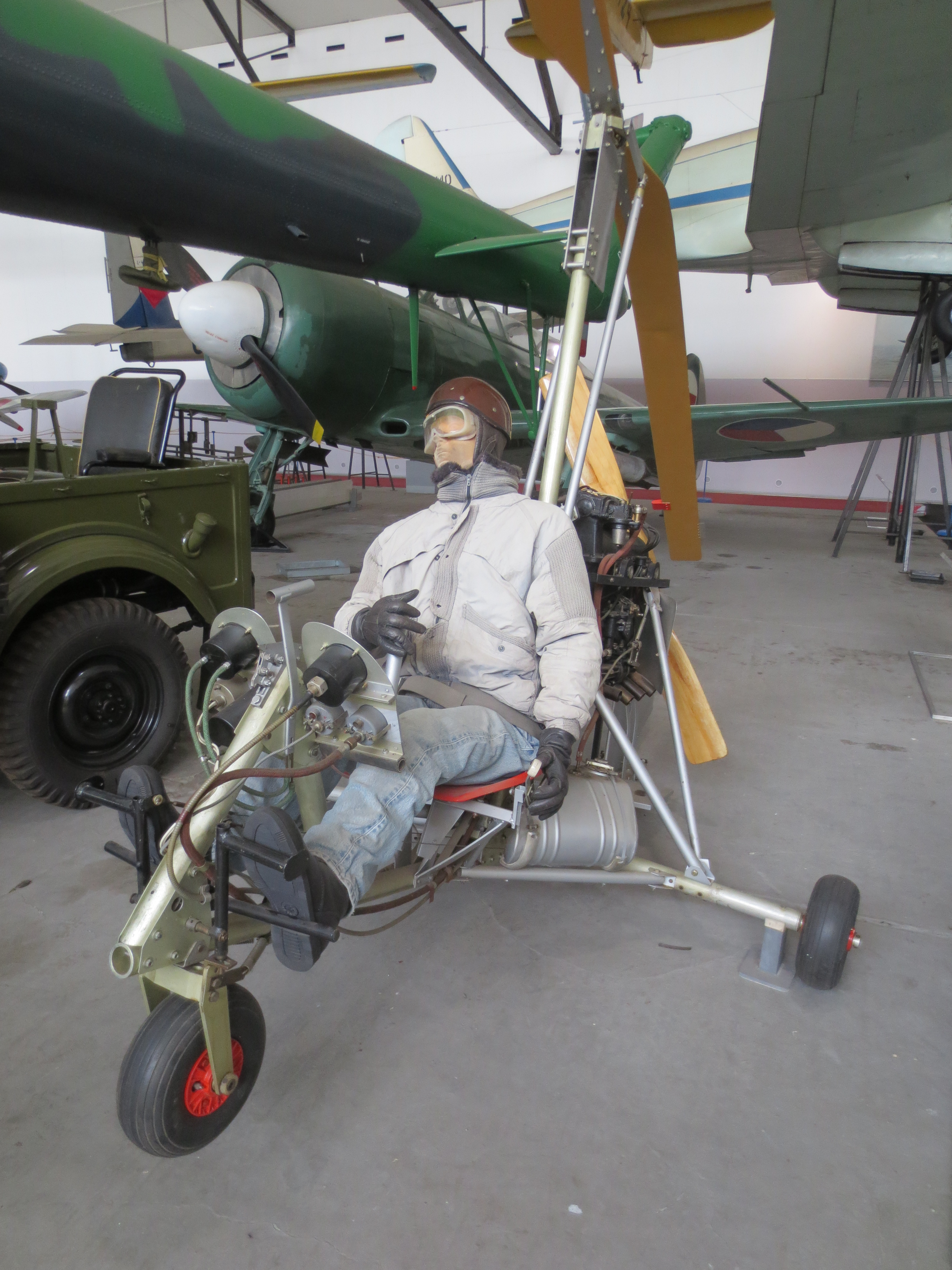
KD-67 Ideal, vírník (1977), Letecké muzeum Kbely
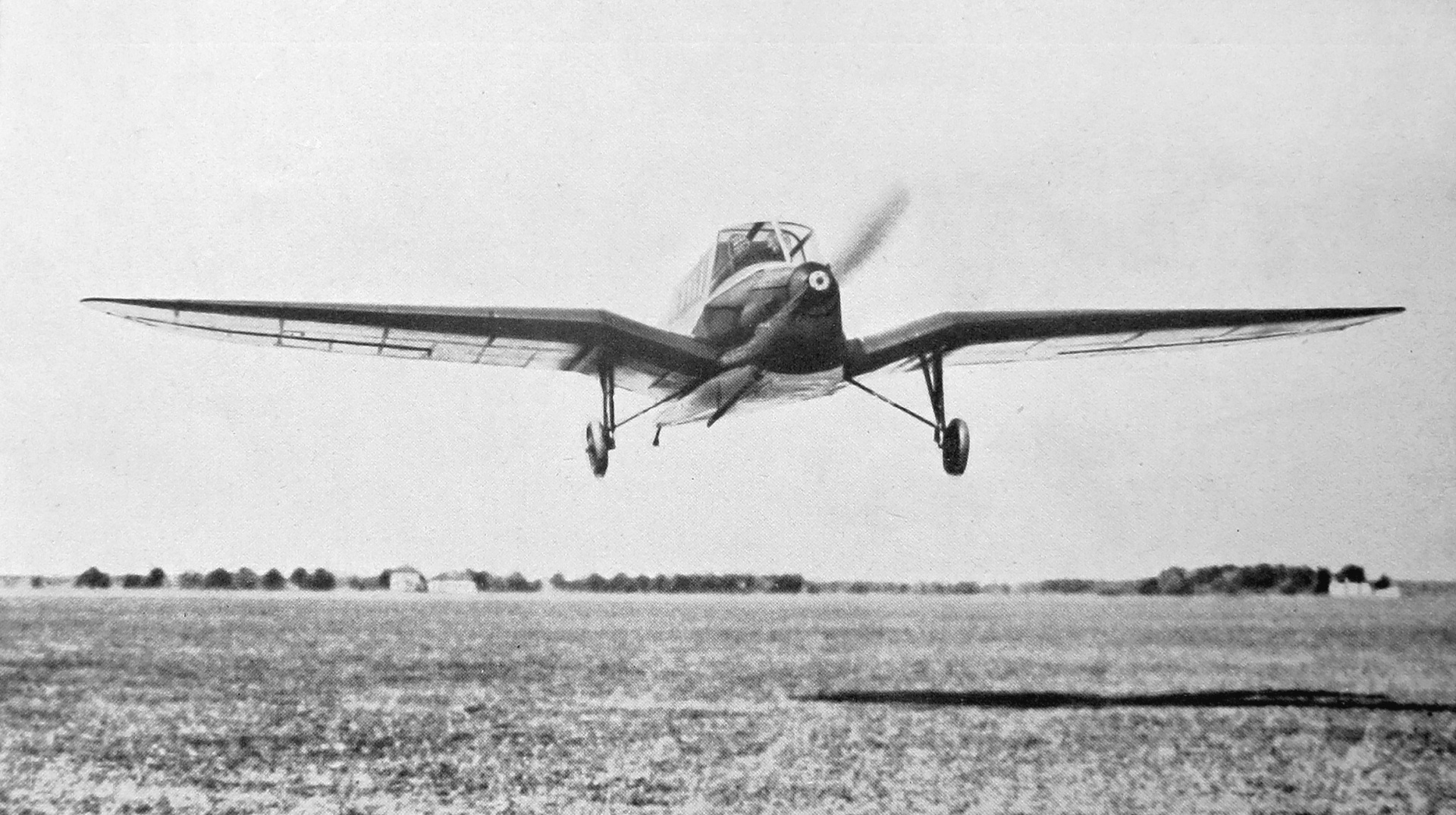
Koolhoven F.K.53 Junior (1936)
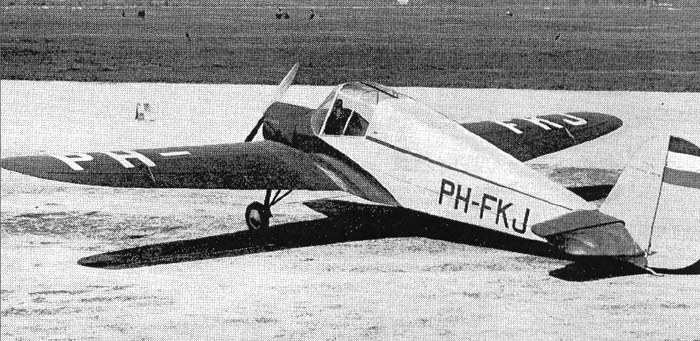
Koolhoven F.K.53 Junior (PH-FKJ, Les Ailes 1937)
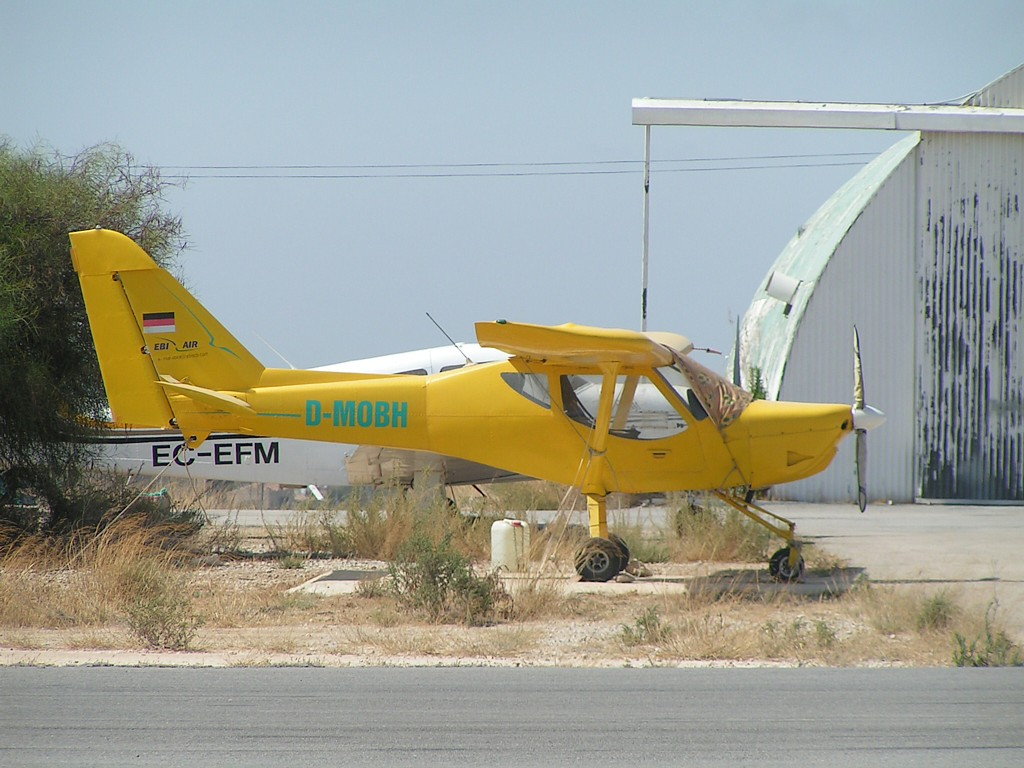
PC-Flight Pretty Flight (D-MOBH, 2005)
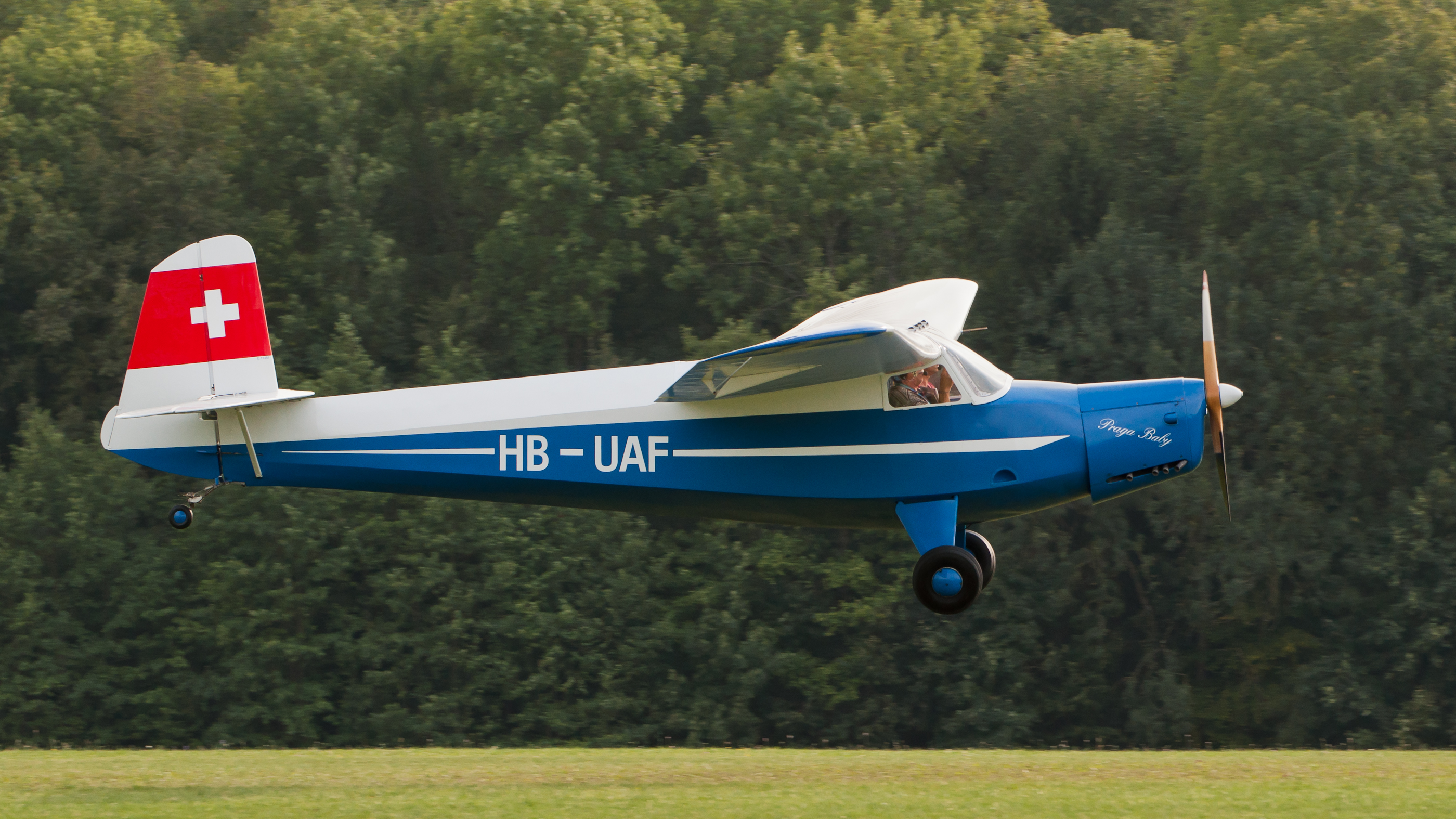
Praga E-114M Air Baby (HB-UAF, 2013)
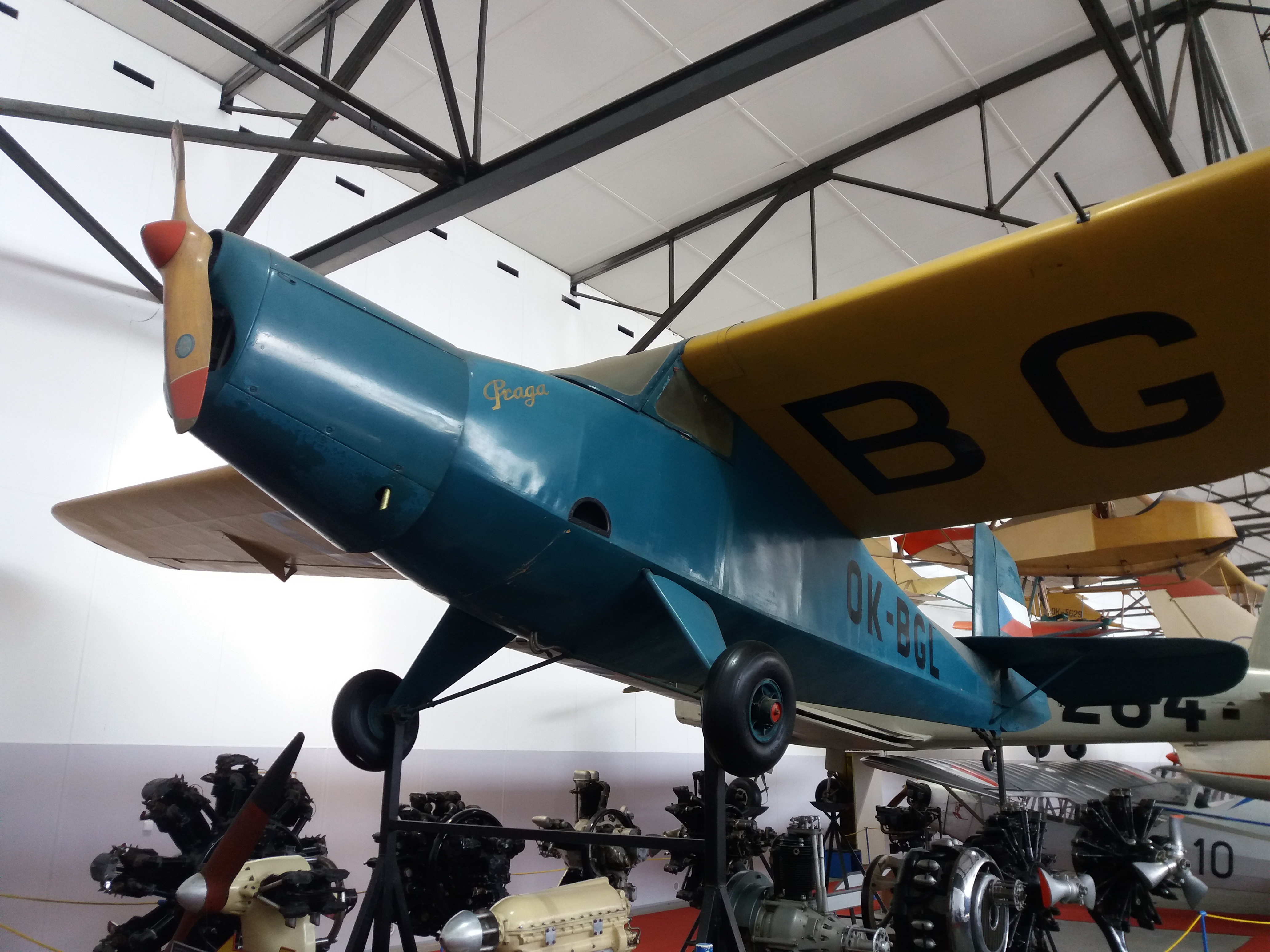
Praga E-114M Air Baby (1947), Letecké muzeum Kbely
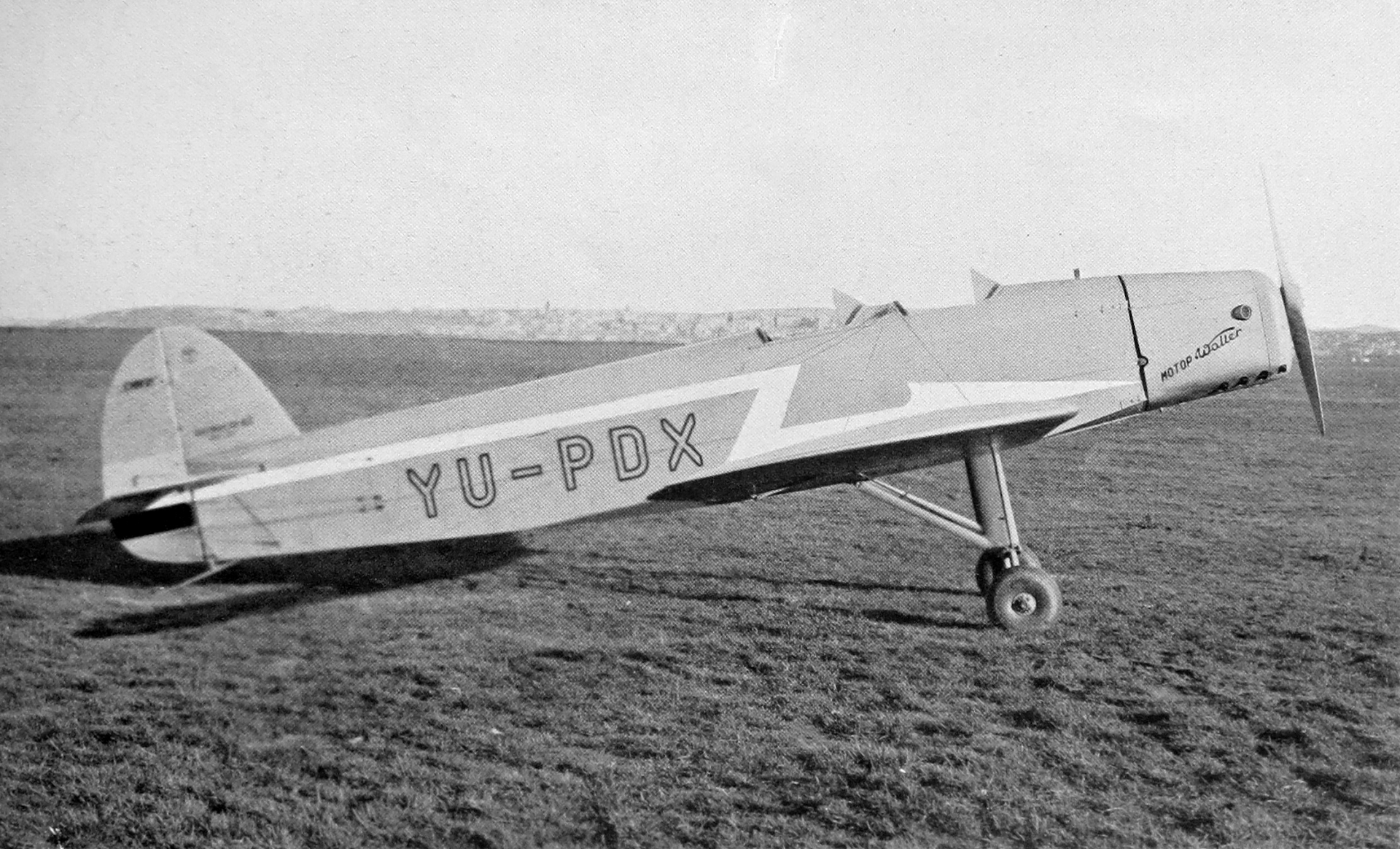
Rogažarski SIM-VI (YU-PDX, 1937)
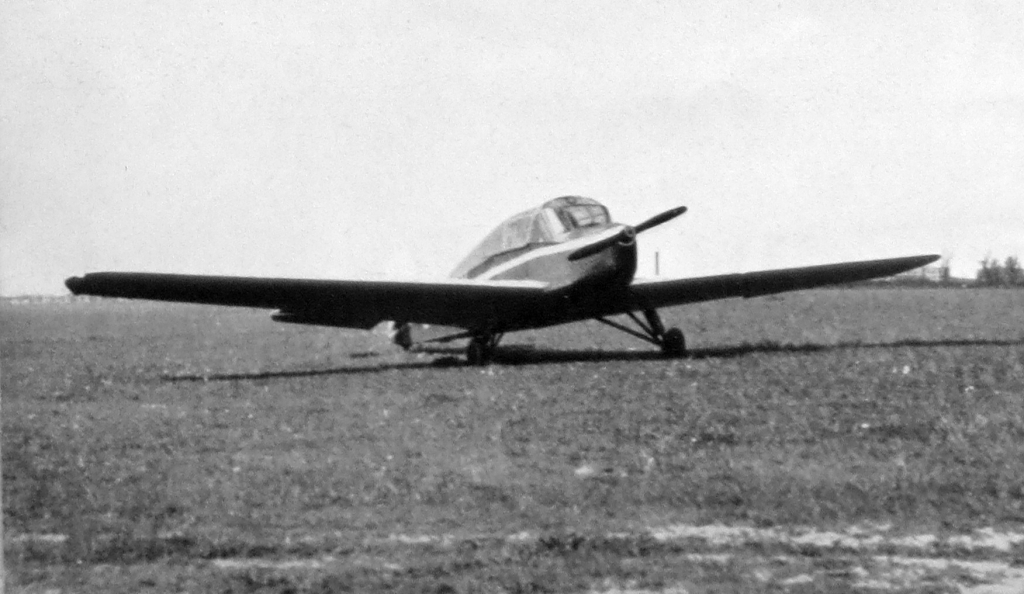
RWD-16 (1936)
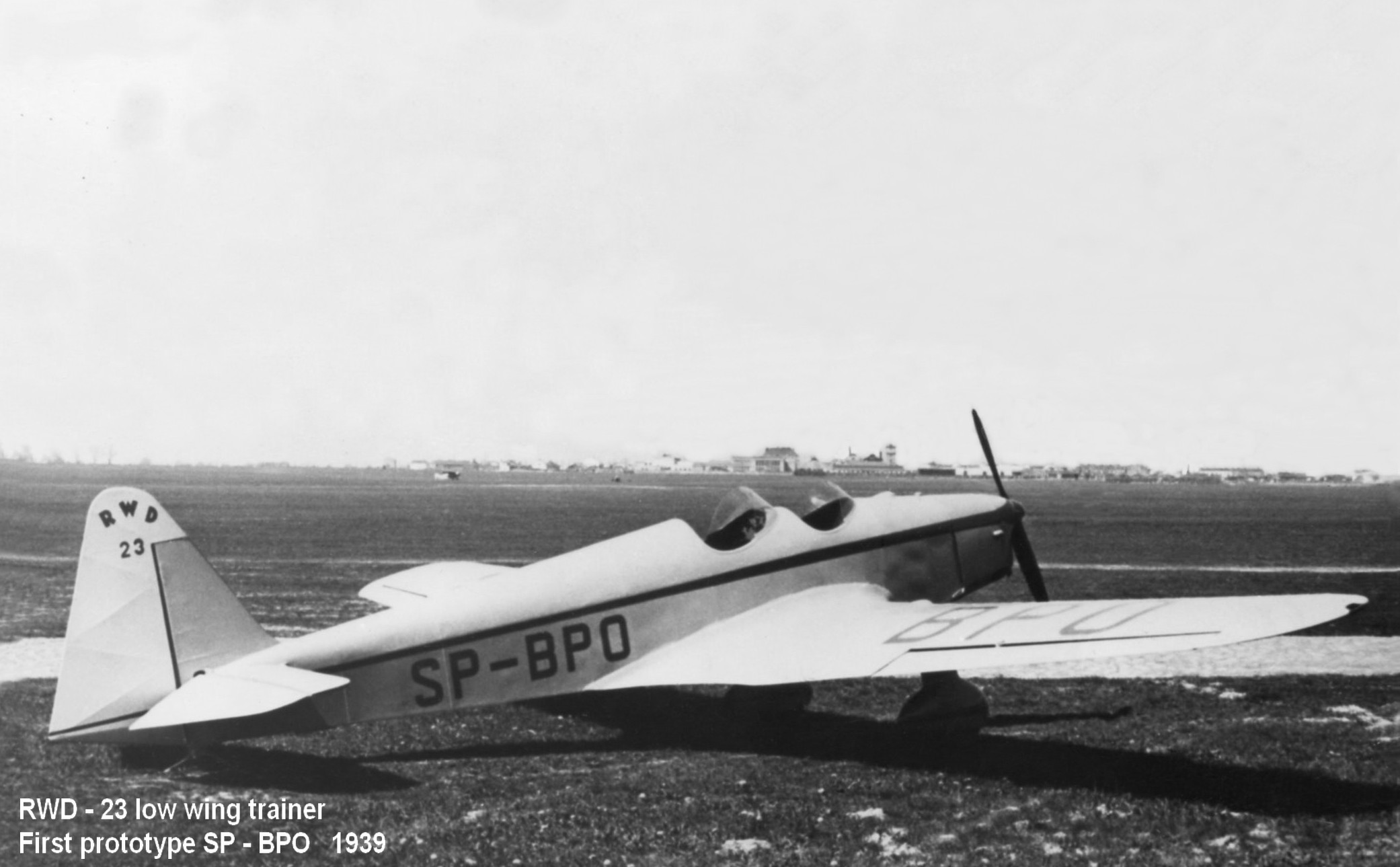
RWD-23 (SP-BPO, 1939)
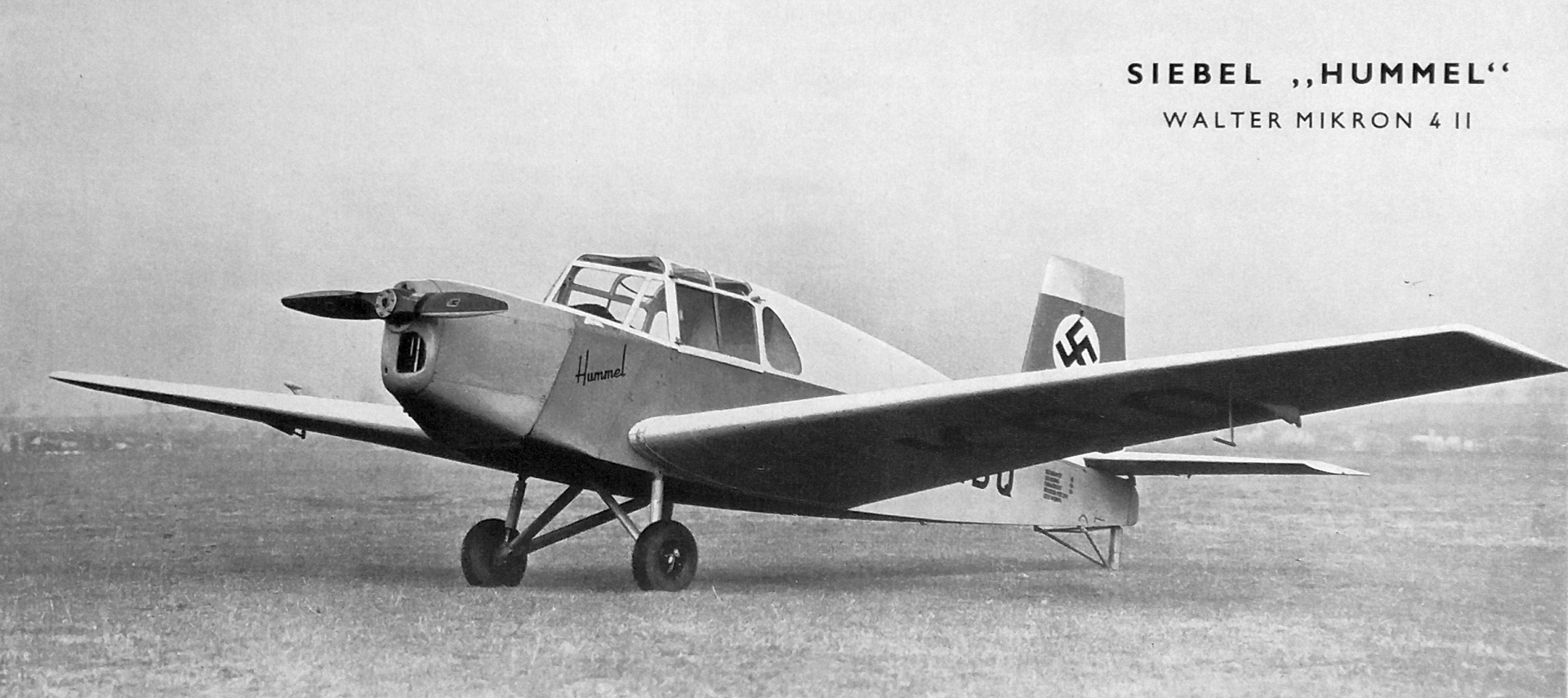
Siebel Si 202 Hummel (D-EKDQ, 1938)
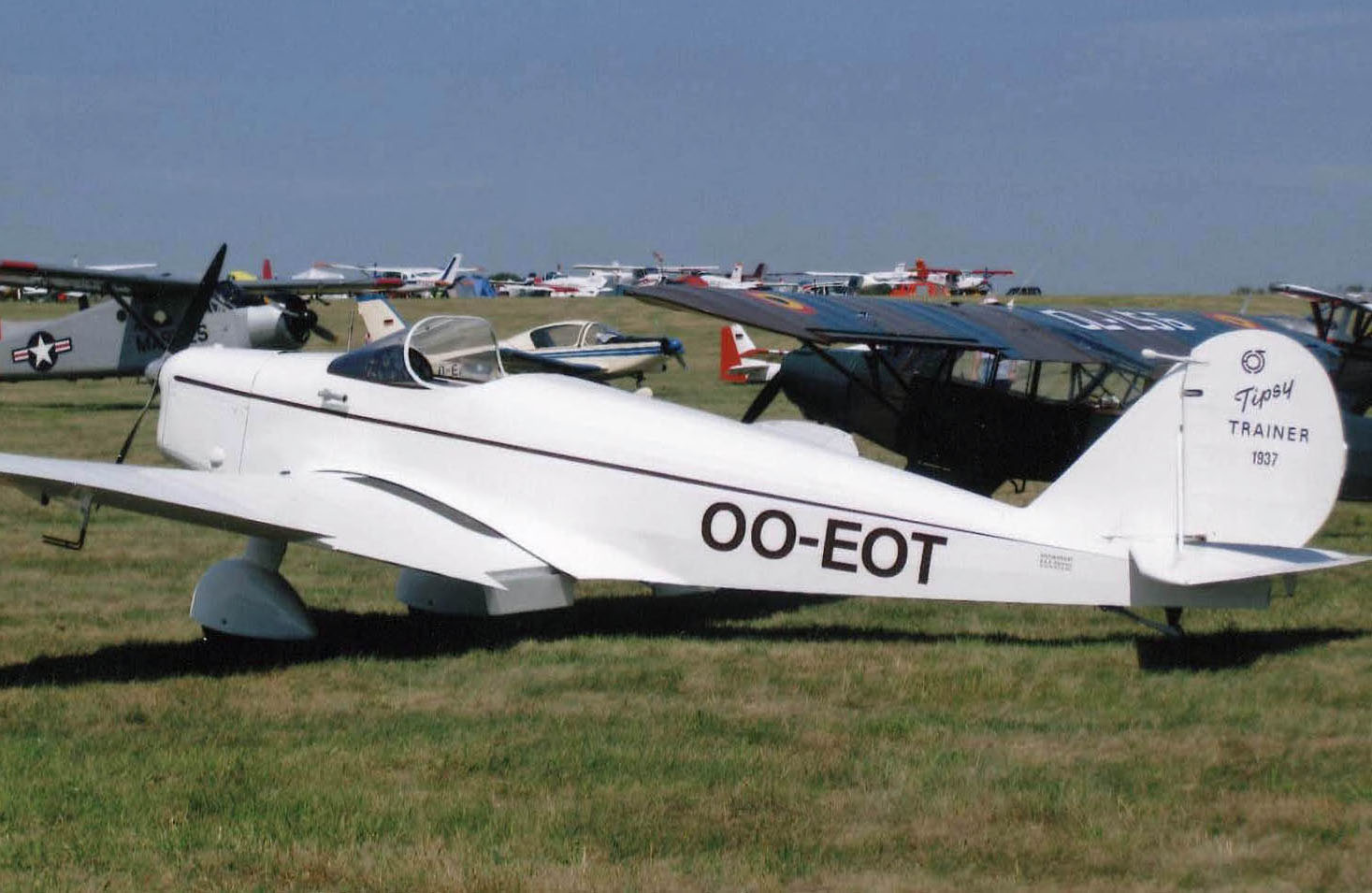
Tipsy B (OO-EOT)
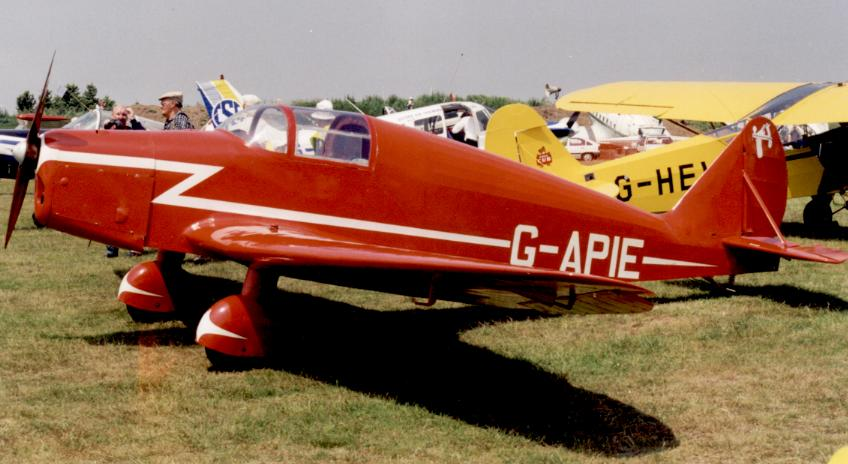
Tipsy Belfair (G-APIE)
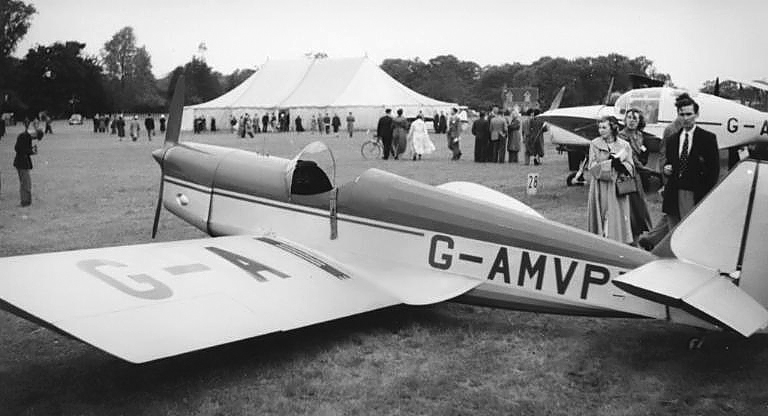
Tipsy Junior (G-AMVP, 1953)
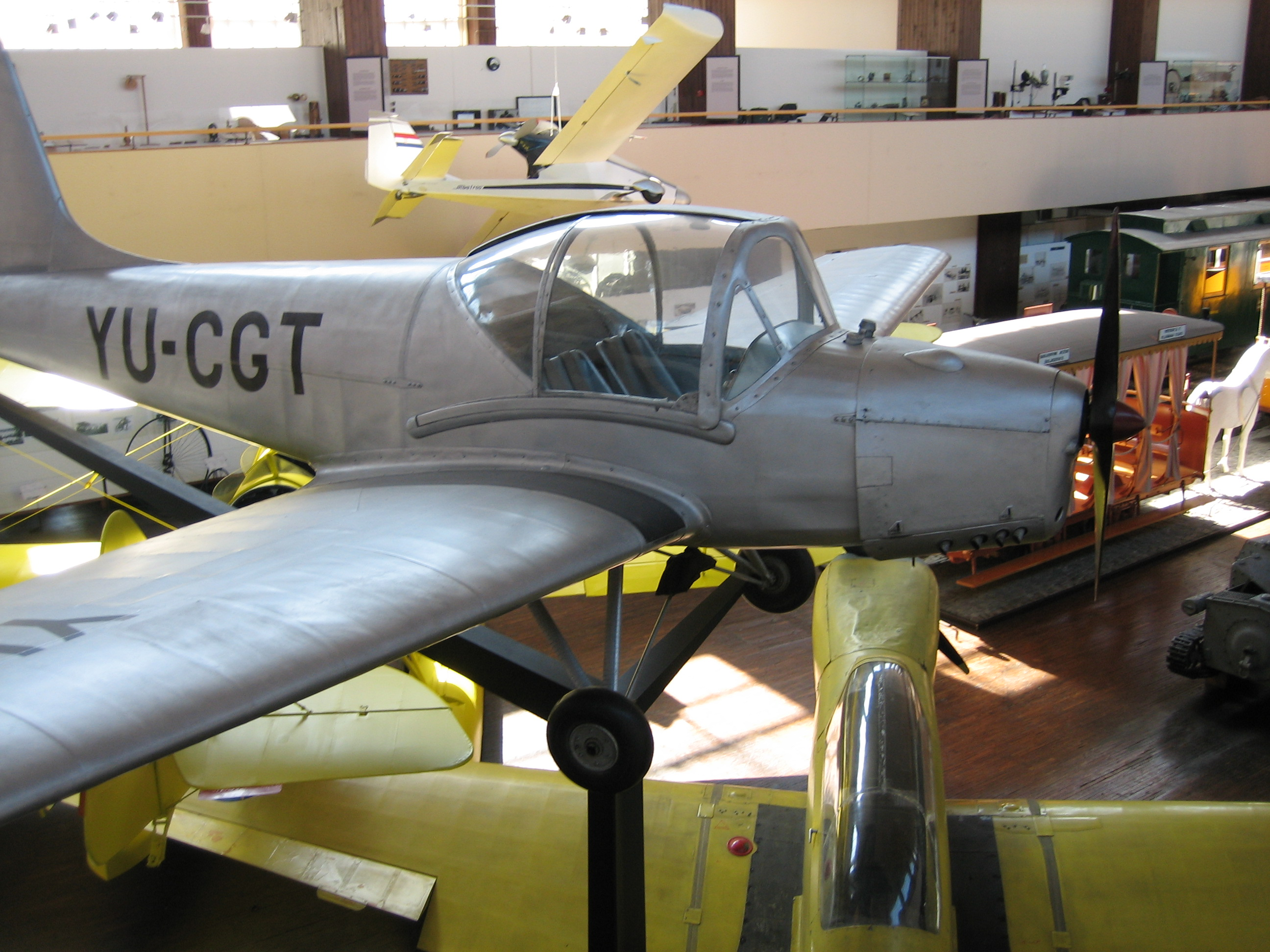
Utva C-3 Trojka (YU-CGT, 1946)
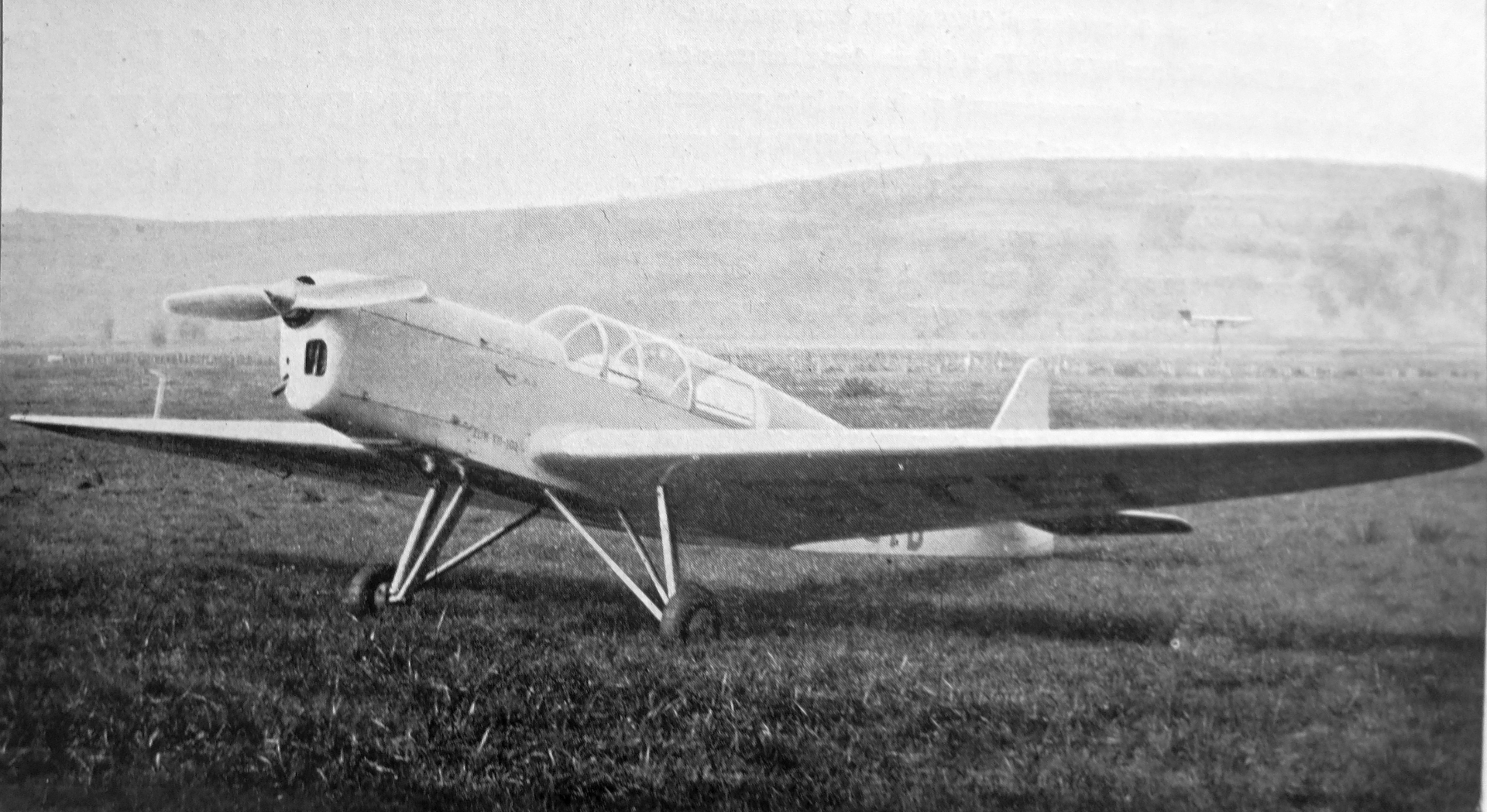
Zlín Z-XII (1935)
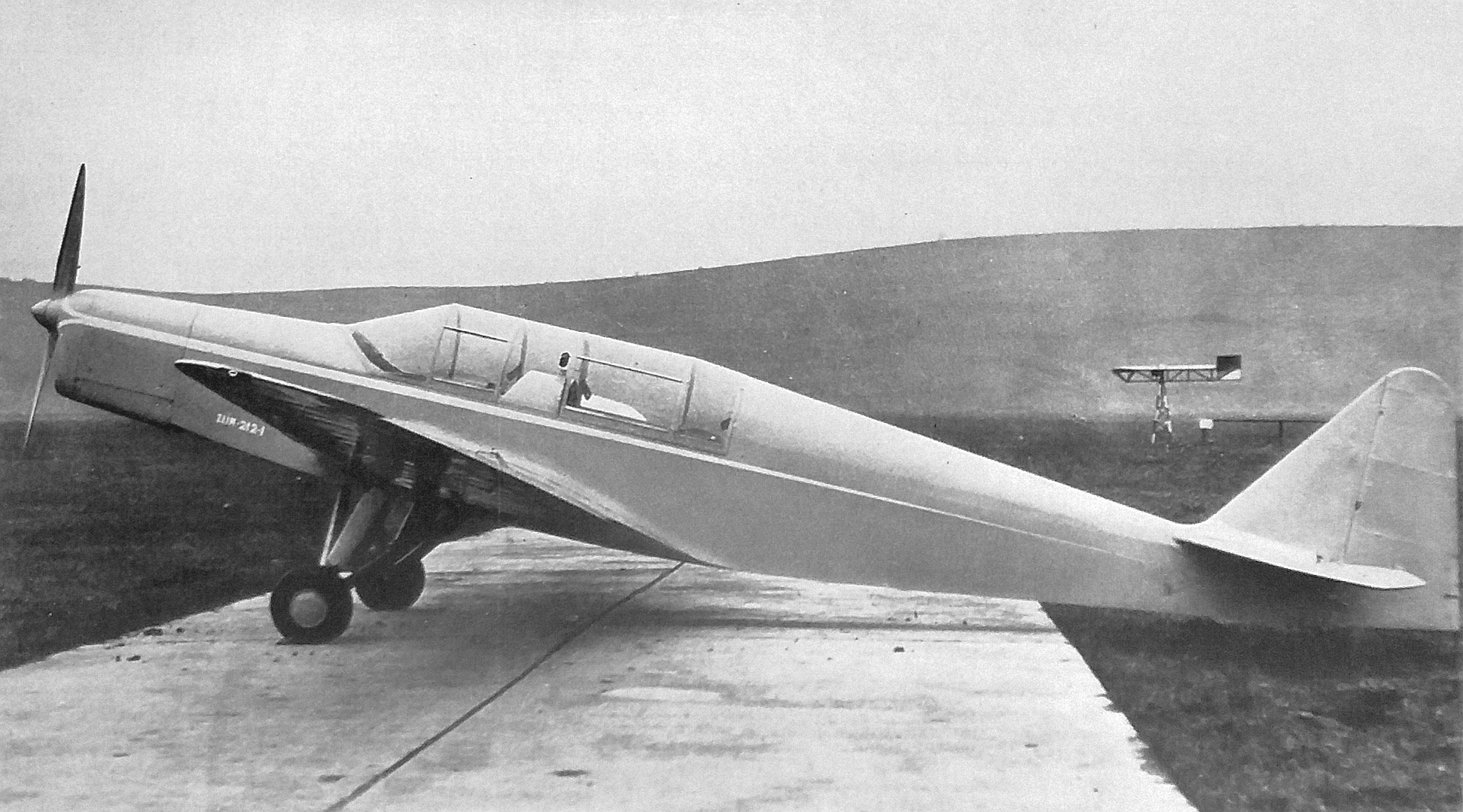
Zlín-212 (1938)
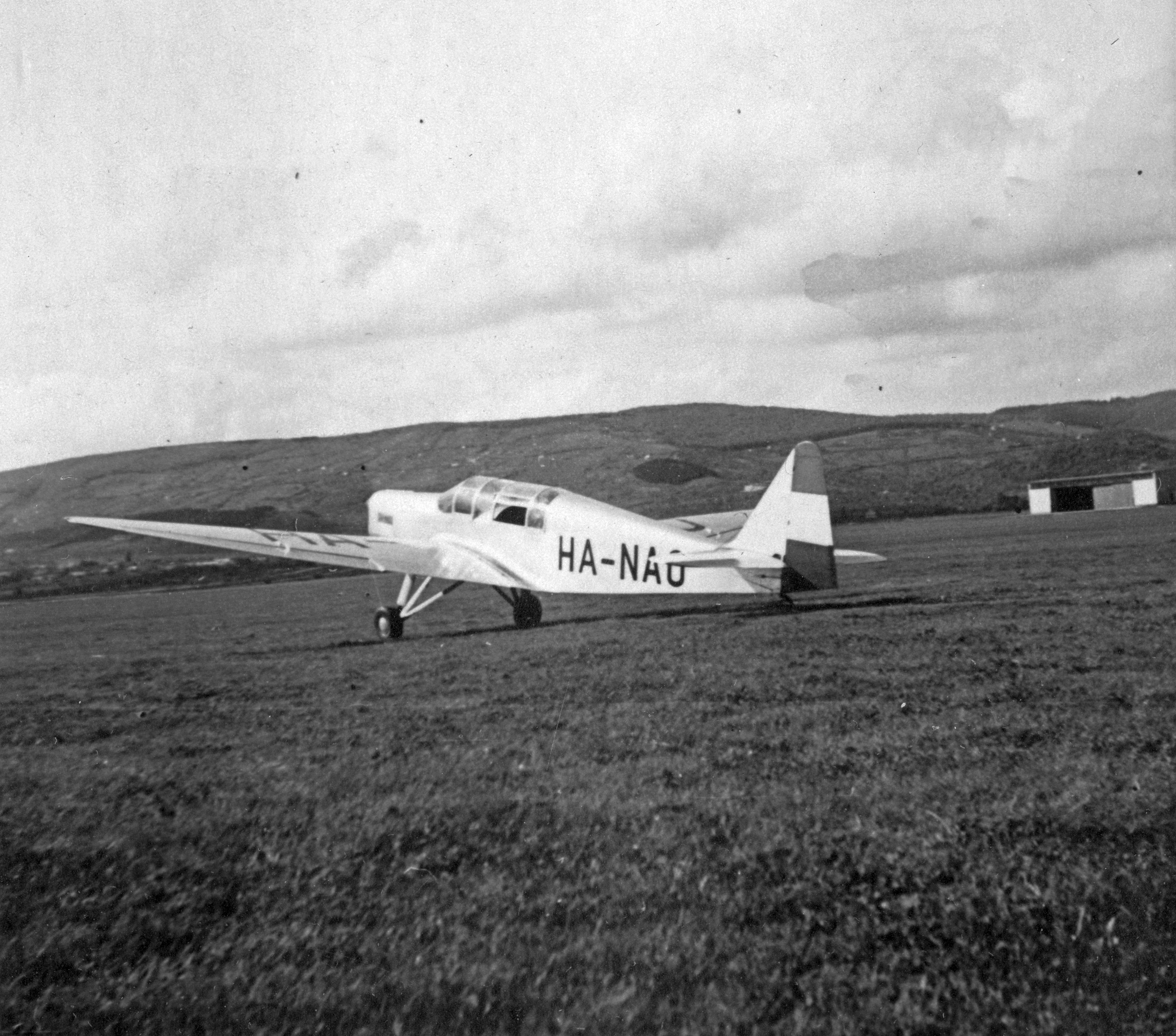
Zlin-212 (HA-NAO, 1940)
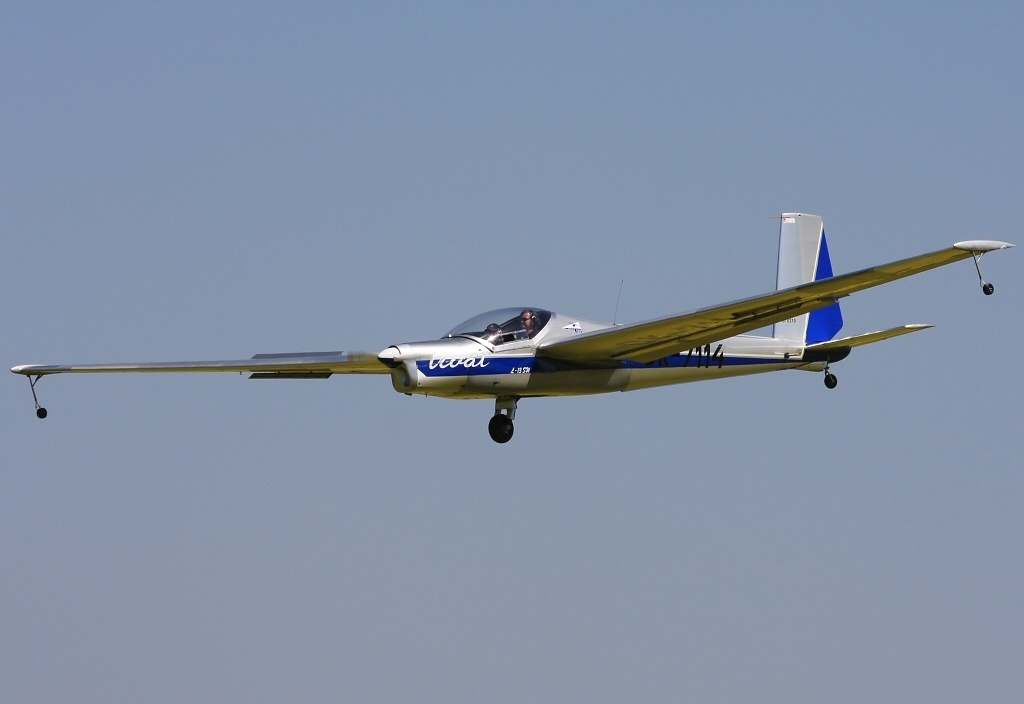
Aerotechnik L-13 SW Vivat, motorizovaný kluzák
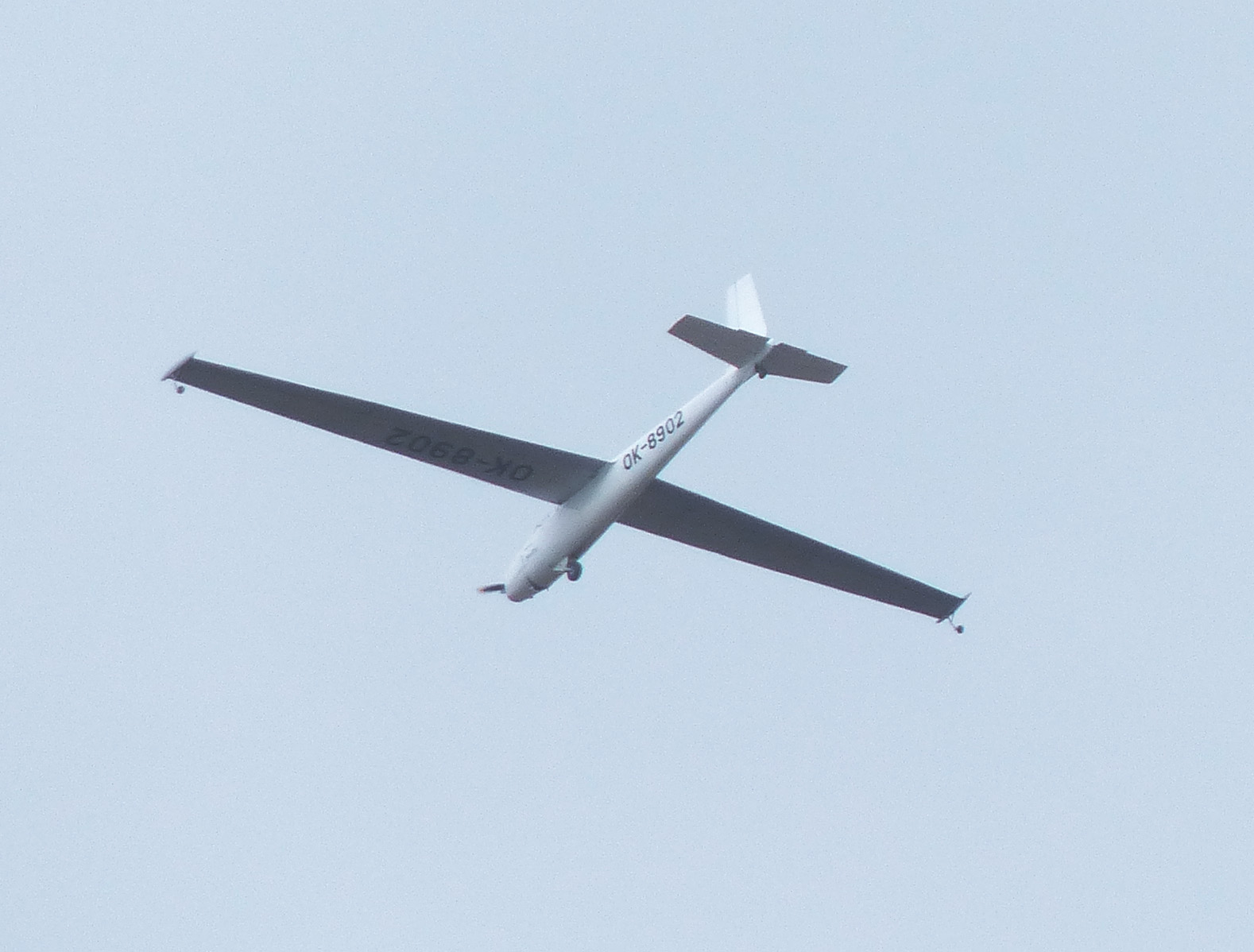
L-13 B Bačostroj, motorizovaný kluzák (Slovácký aeroklub Kunovice, OK-8902)
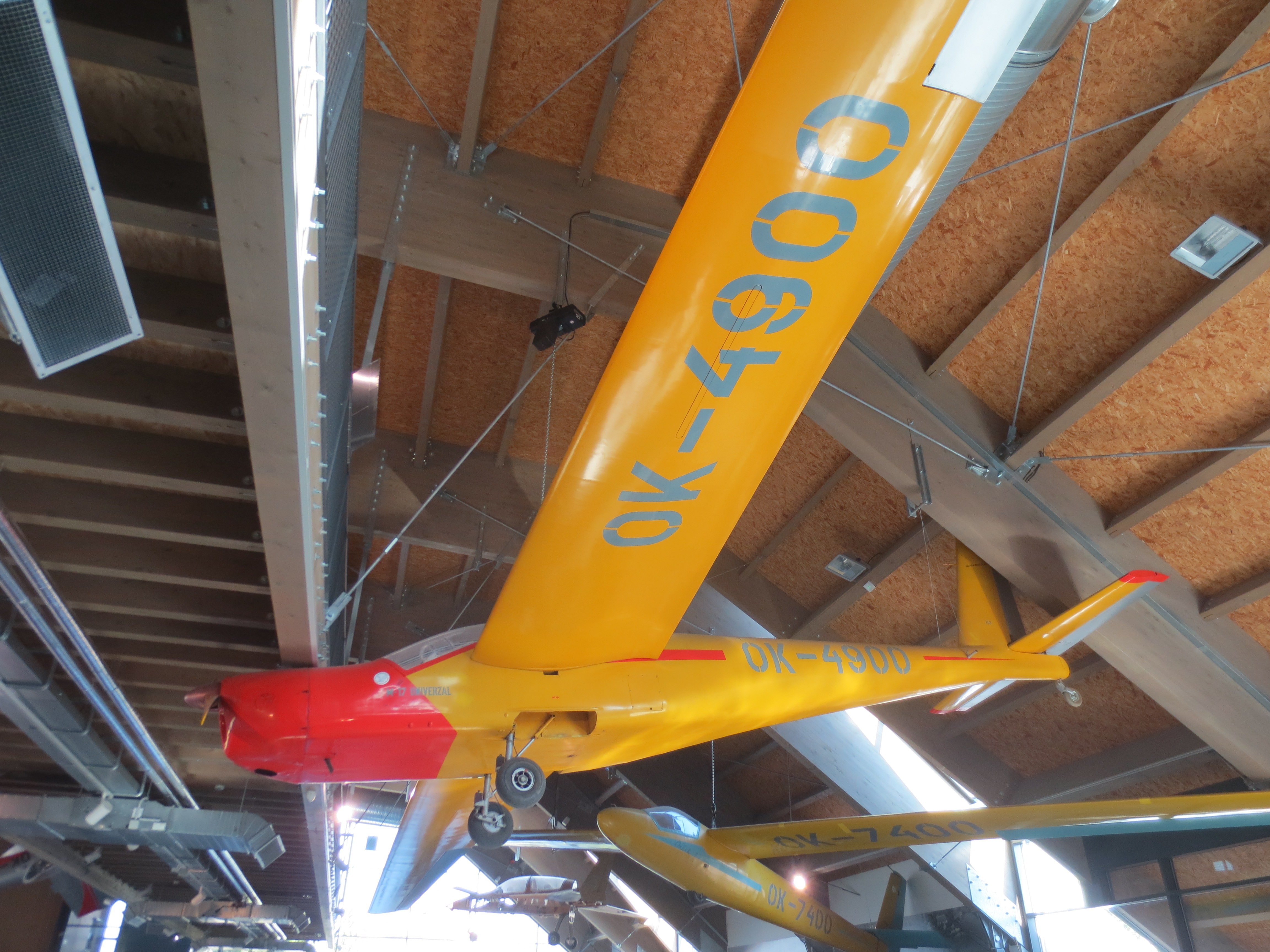
M-17 Universal (OK-4900)